# Guerra sovietico-polacca
La guerra sovietico-polacca (in polacco: wojna polsko-bolszewicka; in russo Советско-польская война?, Sovetsko-pol'skaja vojna), nota anche come guerra polacco-bolscevica, fu un conflitto armato che vide contrapposti, tra il 1919 e il 1921, da una parte la Repubblica di Polonia, appena ricostituitasi come Stato indipendente dopo più di un secolo di dominazione straniera, e il governo nazionalista ucraino in esilio, e dall'altra la Russia sovietica già in lotta contro le armate controrivoluzionarie.
La guerra ebbe inizio con l'invasione polacca di Lituania, Bielorussia e Ucraina allo scopo di ricreare una Grande Polonia; tuttavia, l'Armata Rossa sovietica si riorganizzò e passò alla controffensiva infliggendo pesanti sconfitte all'esercito polacco, liberando i territori occupati e avanzando nel cuore della Polonia in direzione di Varsavia. Quando ormai la caduta della capitale polacca sembrava imminente e l'avanzata delle truppe bolsceviche russe inarrestabile, una controffensiva polacca portò alla sconfitta dei sovietici alle porte di Varsavia e consentì alla Polonia di riguadagnare una parte del terreno perduto. La guerra si concluse con un compromesso tra le parti sancito dal trattato di Riga del marzo 1921 che portò a una spartizione della Bielorussia e dell'Ucraina tra la Russia sovietica e la Polonia. Alla neonata repubblica di Lituania, invece, i polacchi riuscirono a strappare la capitale, Vilnius.

## Antefatti

### I motivi del conflitto
Il conflitto scoppiò pressoché contemporaneamente alla decisione del febbraio 1919 dell'Oberkomando-Ostfront, l'alto comando dell'esercito tedesco dislocato lungo i confini orientali stabiliti dal trattato di Brest-Litovsk del 3 marzo 1918 fra l'Impero tedesco e la Russia bolscevica, di smobilitare facendo seguito all'armistizio di Compiègne dell'11 novembre 1918, i circa 500 000 uomini schierati lungo i 2400 km di frontiera, fra il golfo di Finlandia e il Mare d'Azov, lasciando vasti territori della Bielorussia e dell'Ucraina privi di controllo.
Il 6 novembre del 1916, nel pieno della prima guerra mondiale, l'Austria-Ungheria e l'Impero tedesco, nel tentativo di controllare il risorgente nazionalismo polacco, si erano accordati per la creazione di un "Regno di Polonia" autonomo nell'ex territorio russo del Regno del Congresso, che era stato occupato dagli Imperi centrali. Il 7 ottobre 1918, con gli Imperi centrali in via di disfacimento e la Russia precipitata nel caos della guerra civile seguita alla rivoluzione, il Consiglio di reggenza del "Regno di Polonia" a Varsavia proclamò l'indipendenza polacca con la riunificazione delle tre porzioni di territorio che prima della guerra erano sotto dominazione tedesca, russa e austro-ungarica, chiamando alla presidenza del nuovo Stato Józef Klemens Piłsudski che assunse subito dopo il grado di maresciallo e il ruolo di comandante in capo delle forze armate. Alla conferenza di Versailles l'assenza della Russia, per via della pace separata conclusa da Lenin con la Germania a Brest-Litovsk e del mancato riconoscimento della Russia sovietica da parte delle potenze vincitrici, impedì un accordo sulle frontiere orientali del nuovo Stato polacco.

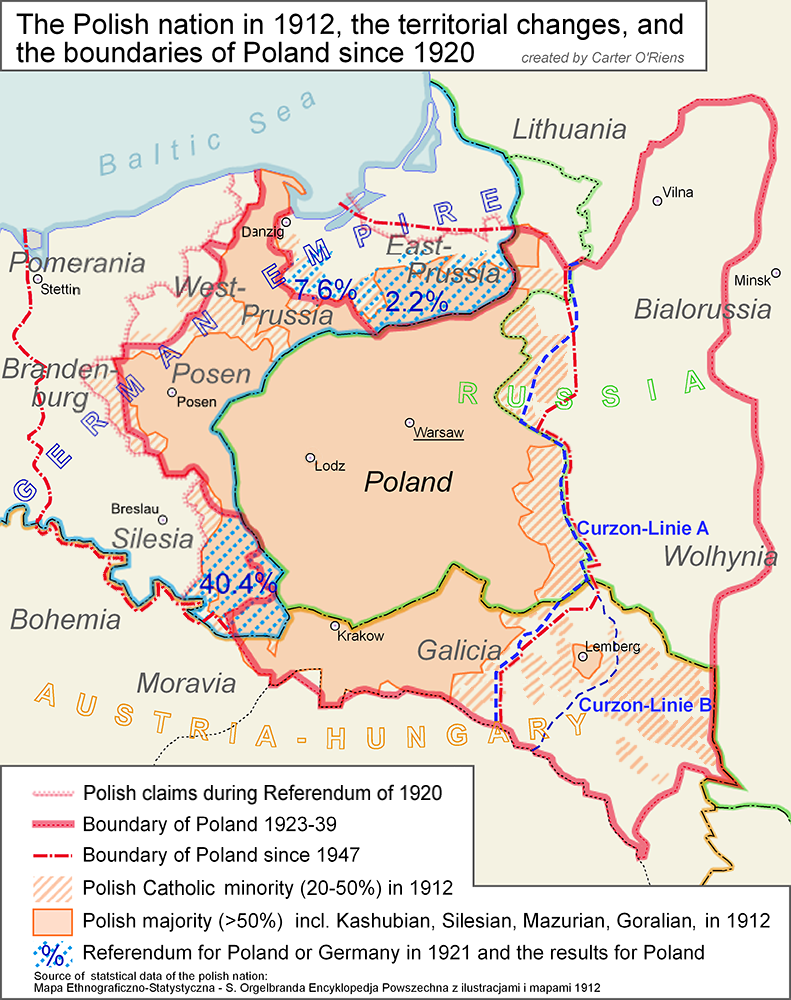
Le aree a maggioranza polacca, secondo una mappa statistica del 1910

Nella visione politica del neo-presidente polacco Piłsudski, la Polonia per poter sopravvivere nel nuovo ordine europeo, sorto sulle rovine della guerra, avrebbe dovuto diventare una potenza regionale: «La Polonia sarà una grande potenza, oppure non potrà esistere». Egli pensava di poter raggiungere questo obiettivo legando a sé le piccole nazionalità che si estendevano a est e nord-est (Lituania, Bielorussia e Ucraina), le quali dovevano essere sottratte all'orbita d'influenza russa e portate in quella polacca. Per raggiungere tale obiettivo, Piłsudski tentò di far risorgere l'idea, cara al nazionalismo romantico polacco, della Confederazione polacco-lituana fondata nel XIV secolo dai re della dinastia degli Jagelloni: nell'idea di Piłsudski sarebbe dovuta nascere una nuova federazione, detta Międzymorze, formata dalle repubbliche indipendenti di Ucraina, Bielorussia e Lituania unite alla Polonia sotto il predominio di quest'ultima.
Questa ambiziosa idea naufragò immediatamente: i lituani, che nell'antica confederazione medievale erano la controparte politica della Polonia, erano animati da forte nazionalismo e per nulla disposti a rinunciare all'appena acquisita indipendenza; l'Ucraina era in uno stato di guerra civile e di caos istituzionale, segnato dall'esistenza di più entità statali separate con continui cambi di fazioni al potere, e teatro della lotta fra le truppe bolsceviche e le armate controrivoluzionarie, mentre i bielorussi erano poco interessati sia all'idea dell'indipendenza sia alle proposte di unione di Piłsudski.
Con sorprendente simmetria rispetto al diverso atteggiamento che gli storici polacchi e tedeschi avevano nei confronti della Drang nach Osten (la spinta dell'espansionismo tedesco verso oriente), a partire dal XIX secolo, mentre ucraini e bielorussi sottolineavano il carattere aggressivo e colonizzatore della spinta espansionista polacca, i polacchi ponevano l'accento sulla loro missione civilizzatrice nelle terre orientali, poco sviluppate e in ritardo rispetto al resto d'Europa. Sotto la Confederazione polacco-lituana, l'aristocrazia polacca aveva colonizzato quella ucraina facendone scaturire due modelli di civiltà: quella signorile (polonizzata) e quella contadina (ruteno-ucraina). Ma, nell'Impero russo, il risorgimento nazionale delle popolazioni ucraine e bielorusse coincise con la rivolta delle masse contadine contro la classe dei proprietari terrieri, polacchi o "polonizzati" se di origine lituana e ruteno-ucraina; per cui, mentre da una parte si faceva strada all'inizio del XX secolo un rinnovato sentimento polacco che trascendeva le frontiere imposte da Austria-Ungheria, Russia e Prussia, dall'altra venivano meno i rapporti tra le diverse nazioni precedentemente unite nell'Unione della Corona polacca e del Granducato di Lituania che rifiutavano questo nuovo processo di "polonizzazione" appunto perché invadeva il processo di maturazione della coscienza nazionale ucraina, lituana e bielorussa. Questo carattere aggressivo del nazionalismo polacco sarebbe stato confermato già a partire dalla Costituzione polacca del 1921, per la quale i non polacchi erano formalmente cittadini a pieno titolo, ma de facto venivano considerati cittadini di serie B, con meno diritti dei polacchi veri e propri. Col passare degli anni i governi polacchi combatterono in modo sempre più fermo gli ucraini e i bielorussi che aspiravano a sviluppare la propria cultura: agli ucraini e ai bielorussi venne proibito di servirsi delle loro lingue nelle scuole. Le riforme agrarie nei territori orientali vennero bloccate dal timore che la redistribuzione delle terre avrebbe potuto avvantaggiare ucraini e bielorussi a danno dei proprietari terrieri polacchi. Agli ebrei venne preclusa la possibilità di accedere ai diritti collettivi come minoranza e vennero respinte le rivendicazioni autonomistiche ucraine nella Galizia orientale.

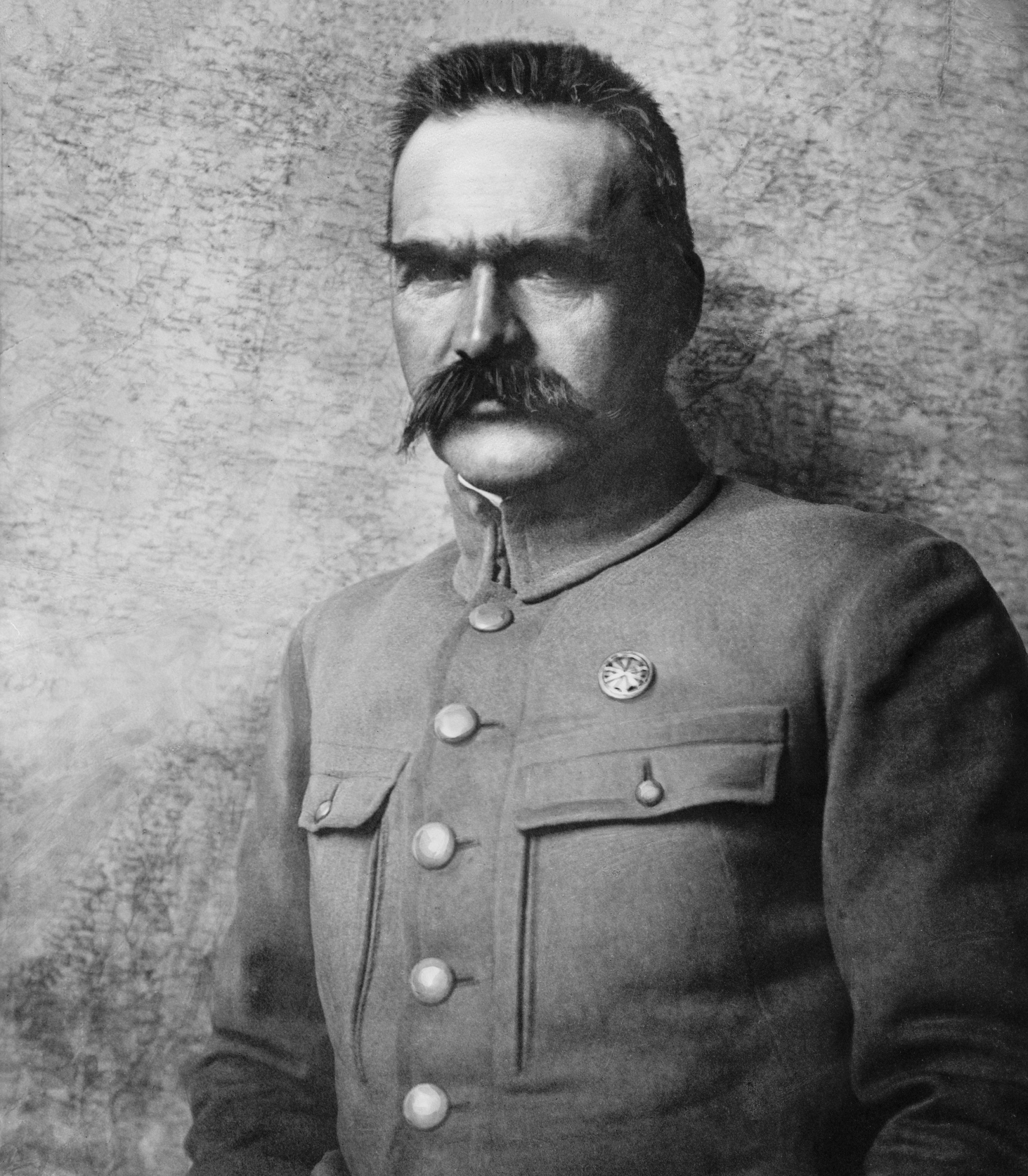
Józef Piłsudski

Oltretutto, la proposta di Piłsudski era alquanto ambigua: egli non precisò mai che cosa intendesse effettivamente realizzare, per cui la sua idea di federazione restò qualcosa di astratto, una specie di sogno trasferito nel nuovo secolo direttamente dal nazionalismo romantico polacco dell'Ottocento, come lo era d'altra parte la sua idea di "nazione polacca", slegata sia dal concetto di etnia sia da quello di territorio. Nell'idea di Piłsudski le due entità della vecchia confederazione, Polonia e Lituania, avrebbero dovuto avere in comune difesa e politica estera mantenendo la propria indipendenza amministrativa, ma una tale idea aveva ben poca attrattiva per i lituani, gli ucraini e i bielorussi contemporanei di Piłsudski che in essa videro semplicemente una maschera dell'imperialismo polacco. Infatti, molti di loro sospettarono che la proposta di federazione, alla fine, non fosse altro che scambiare la tutela delle grandi potenze con qualcosa che li avrebbe tutelati meno rendendoli nel contempo mero "oggetto" di una sfera d'influenza polacca.
D'altra parte Piłsudski, nei fatti, era ben poco romantico quanto piuttosto molto realista e ben conscio che le frontiere all'interno degli ex imperi russo, tedesco e austro-ungarico sarebbero state decise con la forza delle armi. Nel 1919 scrisse all'amico Leon Wasielewski:
E riguardo alla Russia:
In più, gli Alleati occidentali erano contrari alla proposta di Piłsudski, nella quale intravedevano null'altro che il tentativo della Polonia di espandersi a spese della Russia. Sia i francesi sia i britannici chiesero ai polacchi, almeno in un primo momento, di limitare le frontiere orientali a quelle corrispondenti a una divisione etnica, vedendo nella Russia bolscevica solo uno stato temporaneo di cose che presto sarebbe stato spazzato via dalle armate bianche da essi attivamente supportate.
Sul versante sovietico, non esistendo una definita strategia di politica estera su base nazionale, la situazione era molto più fluida: la sopravvivenza stessa della rivoluzione era a rischio e per molti i polacchi, in collusione con le armate bianche e le potenze occidentali, tentavano di distruggere militarmente la Russia bolscevica o quantomeno di privarla di un'ampia parte del suo territorio al fine di indebolirla economicamente e ridurla alla mercé degli Stati confinanti: correlato a questo timore, era il desiderio di spingere le frontiere il più lontano possibile dal centro della Russia. Invece, quella parte dell'élite sovietica che non credeva nella possibilità della rivoluzione di sopravvivere senza diffondersi, vide nell'invasione polacca e nella susseguente guerra l'opportunità di esportare la rivoluzione in Europa. Questi obiettivi in qualche modo contrastavano l'uno con l'altro: il desiderio di espandere la rivoluzione incoraggiò l'assunzione di posizioni rischiose e precluse il consolidamento delle posizioni territoriali raggiunte; le preoccupazioni riguardo alla sopravvivenza del regime esacerbarono i sospetti sui reali obiettivi polacchi e sulla possibilità di una grande coalizione antibolscevica minando la possibilità di raggiungere un accordo.
In sostanza, mentre la Russia era indebolita dalla guerra civile, la Polonia intravide l'opportunità di espandersi verso est: i polacchi colsero l'occasione e avanzarono; mentre per i sovietici la guerra fu sia una risposta all'aggressione polacca sia un'opportunità di esportare a ovest la rivoluzione.

### La situazione geo-politica
Dopo il crollo dell'Impero russo a seguito della rivoluzione, in Ucraina venne istituita una Rada Centrale che proclamò, il 25 gennaio 1918, la nascita della Repubblica Popolare Ucraina, mentre a sud si formava la Repubblica Sovietica del Donec-Krivoj Rog; dopo la pace di Brest-Litovsk fra Russia bolscevica e Germania, l'intero territorio venne occupato dai tedeschi che insediarono al potere l'etmano Pavlo Skoropad'skyj. Dopo il crollo della Germania, i socialisti ucraini istituirono il Direttorato che, nel gennaio 1919, si unì formalmente con la Repubblica Popolare dell'Ucraina Occidentale, o "Repubblica Nazionale dell'Ucraina Occidentale", nata nel territorio della Galizia orientale che era stato sotto dominazione austro-ungarica. Fra il 1918 e il 1920, in una situazione di totale caos, si affrontarono in Ucraina ben undici eserciti fra armate bianche, bolsceviche, polacche, anarchiche, forze autonomiste e truppe della Triplice intesa (queste ultime inviate a sostegno delle armate bianche), mentre a seguito della guerra polacco-ucraina il territorio dell'Ucraina occidentale venne incorporato nella Polonia nel luglio del 1919. Nel 1920 il Paese era diviso in varie entità statali distinte, ognuna controllata da una diversa fazione: Piłsudski scelse di appoggiarsi a quella guidata dal capo cosacco Simon Petljura, socialista ma accesamente antirusso e antibolscevico. Le forze di Petljura, leader della Repubblica Popolare Ucraina, erano state scacciate verso i confini occidentali ucraini da quelle del generale bianco Denikin e avevano trovato rifugio in Polonia. Il patto, firmato il 1º aprile 1920, sembrava molto vantaggioso per i polacchi: Piłsudski avrebbe potuto sostenere di voler appoggiare le rivendicazioni nazionaliste ucraine e inoltre, in cambio dell'aiuto polacco per recuperare il potere a Kiev, Petljura avrebbe riconosciuto l'annessione alla Polonia della Galizia orientale con la città di Leopoli;
In Bielorussia, il 25 marzo 1918, sotto occupazione tedesca, era stata proclamata la nascita della Repubblica Popolare Bielorussa, a cui era seguita, dopo la ritirata tedesca, la nascita della Repubblica Socialista Sovietica Bielorussa nel gennaio 1919.
La Lituania si era dichiarata indipendente nel febbraio del 1918, sotto occupazione tedesca, e dopo la fine della guerra, il 4 aprile 1919, si era costituita in repubblica rivendicando come capitale Vilnius, capitale storica del Granducato di Lituania. Vilnius era rivendicata anche dalla Polonia, in quanto la maggioranza della popolazione della città era ebraica ma i polacchi costituivano di gran lunga la minoranza più numerosa. L'infiltrazione bolscevica portò allo scoppio della guerra lituano-sovietica e alla nascita nella parte meridionale del paese, nel dicembre del 1919, della Repubblica Socialista Sovietica Lituana con capitale Vilnius, che, nel febbraio 1919, si unì con la RSS Bielorussa a formare la Repubblica Socialista Sovietica Lituano-Bielorussa.

## La geografia del teatro d'operazioni
La geografia dell'Europa centrale e orientale ebbe un ruolo significativo nella guerra sovietico-polacca. Il teatro d'operazioni era immenso: il fronte si estendeva per più di mille chilometri, circa la metà dei quali erano utilizzabili per le maggiori operazioni, ed era limitato a nord dal mar Baltico, a sud dai Carpazi, a ovest dalla Vistola e a est dal Dnepr, un'area di forma triangolare con Varsavia, Smolensk e Charkiv ai vertici. Quest'area è attraversata da una serie di ostacoli naturali: un sistema di fiumi, come il Narew (che confluisce nella Vistola da nord-est) e il Bug (che scorre verso nord prima di piegare a ovest presso Brėst per confluire nel Narew); la regione boscosa dei laghi Masuri a nord; le paludi del Pripjat al centro. Queste paludi rappresentano il maggior ostacolo naturale agli spostamenti: in genere sono considerate insuperabili e sdoppiano il percorso che da est conduce verso Varsavia in due settori separati: a nord la cosiddetta porta della Rutenia bianca, un corridoio di cinquecento chilometri che collega Minsk a Varsavia; a sud la cosiddetta porta di Volinia, un corridoio di trecento chilometri lungo l'asse Kiev-Lublino-Varsavia. A ovest, le paludi del Pripjat si aprono in una pianura dove i due settori convergono in prossimità di Brėst: quest'area non solo canalizza gli spostamenti lungo la direttrice est-ovest, ma limita la libertà di movimento lungo l'asse nord-sud fornendo ai difensori prevedibili vie di approccio su cui impostare le difese in profondità. Le ferrovie erano l'unico mezzo di trasporto affidabile su larga scala, ma il loro utilizzo era problematico a causa della varietà degli scartamenti ferroviari presenti (tedesco, austriaco e russo). Le strade erano incapaci di sostenere le linee di comunicazione di un esercito: a est del Bug vi erano solo due strade asfaltate, in pratica a una sola corsia di marcia; le vie secondarie variavano, a seconda delle condizioni meteorologiche, fra l'essere una palude di fango in primavera e una distesa polverosa piena di buche in estate; i ponti erano scarsi o danneggiati come risultato delle operazioni militari della prima guerra mondiale.

## Forze in campo

### L'esercito polacco

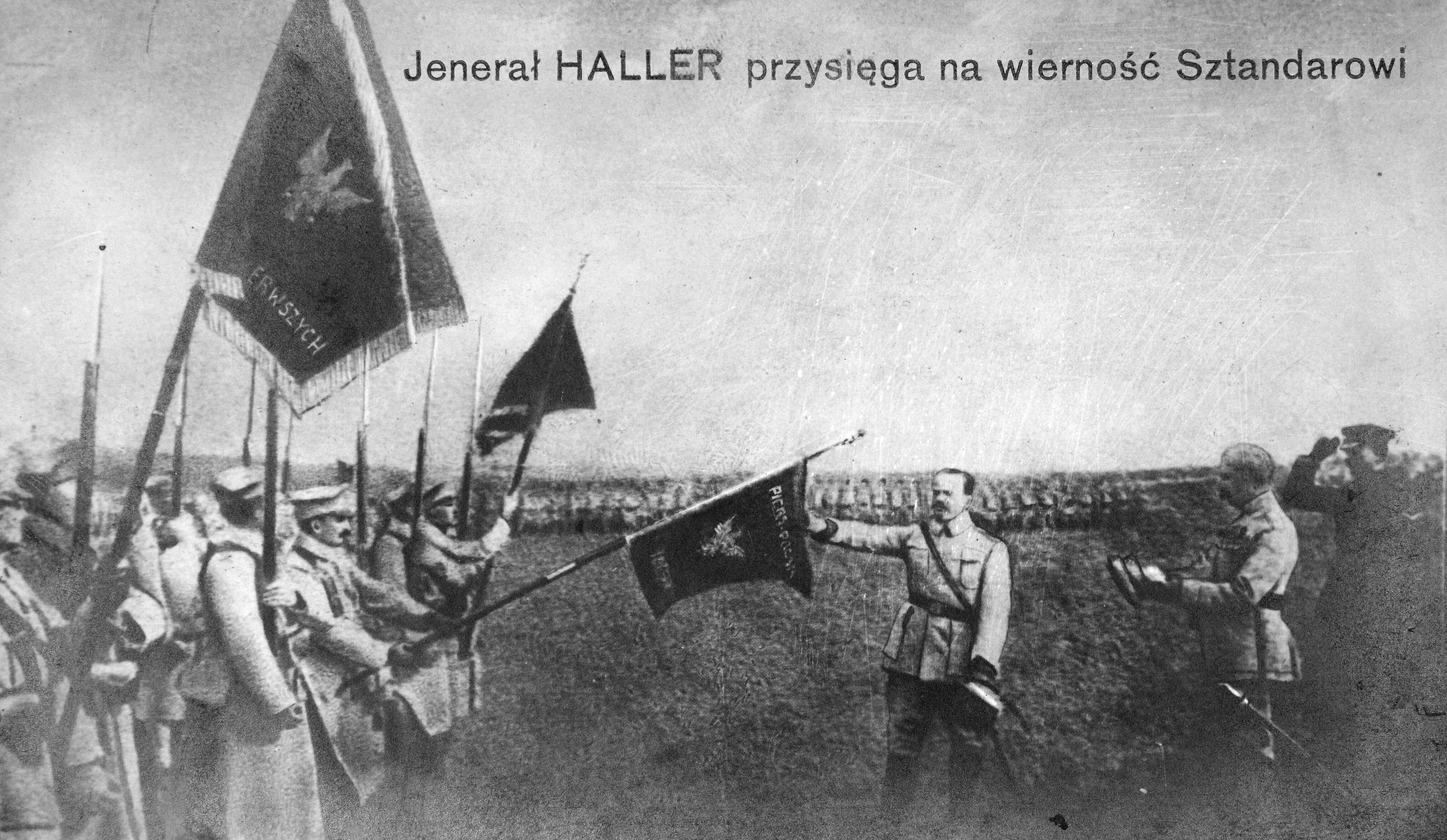
Il generale Józef Haller con i soldati dell'Armata Blu

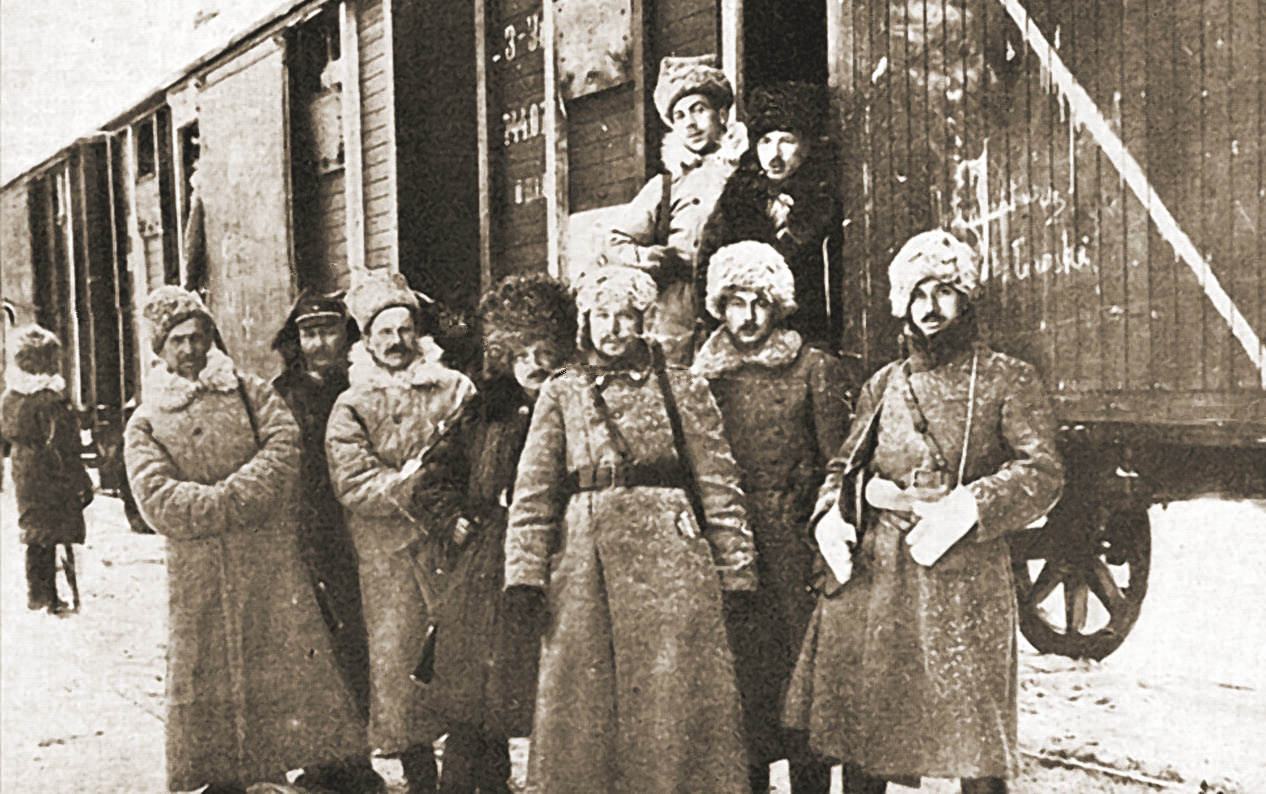
Soldati della divisione siberiana del colonnello Rumsza

L'inizio della nascita dell'esercito polacco può essere fatta risalire al 1910, quando Piłsudski incominciò a creare le "Formazioni polacche di fucilieri" (Polskie Drużyny Strzeleckie, o PDS) che avrebbero dovuto servire come base per la rinascita di un esercito nazionale polacco; queste formazioni erano segretamente supportate dal Partito Socialista Polacco (Polska Partia Socjalistyczna, o PPS) e dall'Unione per la lotta armata attiva (Związek Walki Czynnej, o ZWC), un'organizzazione militare segreta, e fornivano un addestramento militare di base.
Durante la prima guerra mondiale contingenti polacchi combatterono negli eserciti russo, tedesco, austro-ungarico e francese. Sotto il controllo austro-ungarico furono formate le Legioni polacche, come brigate indipendenti, nella tradizione di quelle che avevano combattuto durante le guerre napoleoniche: nel 1916 le tre brigate delle Legioni polacche contavano 12 000 uomini. Dopo la fine della guerra le unità polacche si sbandarono e gli uomini tornarono alle loro case per poi passare nell'esercito polacco.
Il Comitato Nazionale Polacco (Komitet Narodowy Polski, o KNP) costituì un piccolo esercito polacco in Francia reclutando uomini fra i polacco-americani, gli immigrati che vivevano in Francia, disertori degli Imperi centrali e prigionieri di guerra. Alla fine del 1918 l'Armata Blu, chiamata così dal colore delle uniformi francesi che indossava, era comandata dal generale Józef Haller e ammontava a 15 000 uomini oltre a un reggimento di settanta carri armati: questi uomini raggiunsero la Polonia nella primavera del 1919 prendendo parte alla guerra polacco-ucraina nella Galizia orientale, ed erano la forza meglio addestrata dell'esercito polacco.
Quando nel novembre del 1918 Piłsudski, dopo essere stato imprigionato dalle autorità austro-ungariche, ritornò a Varsavia, prese il comando dell'esercito. All'epoca l'esercito polacco poteva contare su tre reggimenti di fanteria e su tre squadroni di cavalleria provenienti dalla Polnische Wehrmacht, le formazioni militari polacche create dai tedeschi nel 1917 formalmente come esercito del Regno di Polonia, per un totale di circa 9 000 uomini. Ben presto uomini e ufficiali provenienti dai vari fronti si unirono all'esercito: in giugno la Divisione polacca del generale Lucjan Żeligowski, partendo da Odessa sul Mar Nero, raggiunse Leopoli dopo una marcia di tre mesi attraverso i Balcani; un distaccamento polacco da Murmansk, nel Nord della Russia, raggiunse la Polonia alla fine del 1919 e i 10 000 sopravvissuti della Divisione siberiana del colonnello Kazimierz Rumsza, provenienti da Vladivostok, raggiunsero il porto di Danzica nel luglio del 1920.
La coscrizione obbligatoria, introdotta nel marzo 1919, moltiplicò in breve gli uomini disponibili: includendo volontari e coscritti, l'esercito raggiunse una forza di 740 000 uomini nella primavera del 1920, organizzati in ventuno divisioni di fanteria e sette brigate di cavalleria. In generale la leadership delle forze armate era debole e non godeva di molta fiducia, fatta eccezione per pochi uomini come Piłsudski, Haller e il capo dello stato maggiore, generale Tadeusz Rozwadowski.
La sfida maggiore che dovette affrontare Piłsudski nella creazione dell'esercito polacco fu riuscire ad amalgamare, equipaggiare e addestrare a combattere insieme uomini provenienti da ogni parte d'Europa, che parlavano lingue diverse e avevano ricevuto un addestramento diverso a seconda dell'esercito in cui avevano combattuto. Sotto il comando polacco era anche l'Esercito del popolo russo, una formazione composta da controrivoluzionari russi organizzata da Boris Savinkov, ex viceministro della guerra nel Governo provvisorio russo (nato in seguito all'abdicazione dello Zar nel 1917) e capo del Comitato politico russo antibolscevico a Varsavia.
L'equipaggiamento prevedeva almeno quattro differenti tipi di fucile: il Lebel francese, il Mannlicher austro-ungarico, il Berdan russo o il Mauser tedesco, ognuno con un differente munizionamento, mentre per l'artiglieria il cannone da 75 mm francese era l'equipaggiamento standard benché vi fosse una carenza di munizioni. L'addestramento era molto carente: solo alcune unità d'élite erano in grado di ingaggiare battaglia, mentre la maggior parte delle formazioni erano in grado solo di eseguire compiti di base; nel tentativo di fornire una migliore coesione, la Francia inviò una missione composta da quattrocento ufficiali per addestrare i quadri, ma il loro arrivo non fu uniformemente ben visto. L'esercito polacco utilizzava anche treni blindati, provvisti di cannoni di grosso calibro, che operavano come navi da battaglia terrestri e servivano anche a trasportare artiglieria pesante, cavalli e aeroplani. Vi era una piccola forza aerea nella quale militavano in gran numero veterani della prima guerra mondiale e volontari stranieri, in modo particolare statunitensi che avevano servito in Francia nella Squadriglia Lafayette. Fra gli aeroplani dell'eterogenea aviazione polacca vi erano venti caccia italiani Ansaldo A.1 "Balilla" che equipaggiarono la famosa squadriglia Kościuszko a partire dal giugno 1920. La presenza di questa piccola ma ben addestrata forza aerea diede un decisivo vantaggio ai polacchi nella ricognizione e, in modo più limitato, nel supporto alle truppe.

### L'Armata Rossa
(M.N. Tuchačevskij)

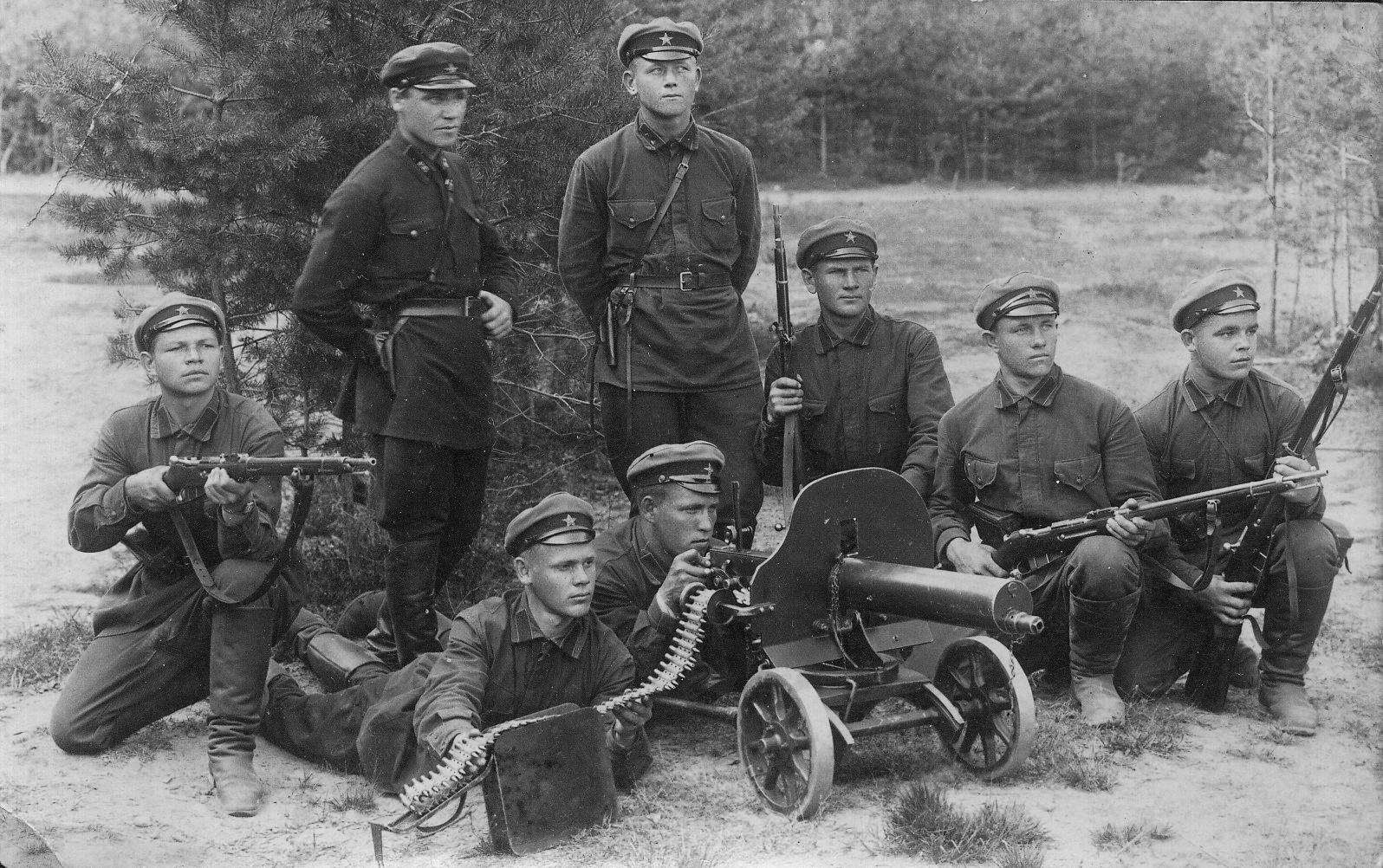
Soldati dell'Armata Rossa con una mitragliatrice Maxim

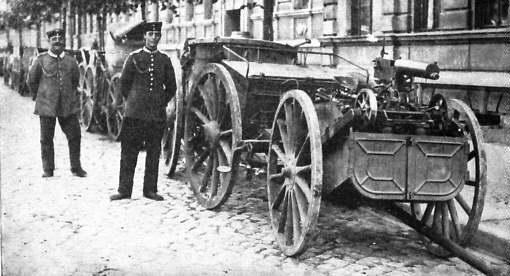
Una tachanka catturata dai tedeschi durante la prima guerra mondiale

L'Armata Rossa nacque il 18 gennaio 1918 sotto la direzione di Lev Trockij: all'inizio Trockij non aveva un'idea certa su come formare il nuovo esercito, le forze a disposizione erano composte da poche truppe lettoni dell'armata zarista a cui si aggiungevano uomini delle Guardie Rosse e alcuni battaglioni dei marinai della base di Kronštadt; ben presto arrivarono volontari da ogni parte della Russia per completare i ranghi, e in aprile già erano circa 100 000 gli uomini a disposizione, che crebbero ulteriormente dopo la decisione di Trockij di istituire la leva obbligatoria. Poiché la maggior parte degli uomini non aveva alcun addestramento militare, si ricorse agli ex ufficiali dell'armata imperiale zarista emanando, il 29 luglio 1918, l'ordine n. 228 che comandava la generale mobilitazione degli ex ufficiali zaristi; stessa procedura fu usata per reclutare i sottufficiali e il personale amministrativo. Nell'agosto del 1920, 48 000 ufficiali, 214 000 sottufficiali e 10 000 unità di personale amministrativo, provenienti dall'armata zarista, erano in servizio nell'Armata Rossa.
Per essere sicuro della fedeltà degli ex ufficiali zaristi, Trockij istituì un sistema centrale di controllo composto da commissari politici che operavano al loro fianco, in una gerarchia parallela che duplicava la catena di comando. Per reclutare e istruire gli ufficiali fu istituito un corso nel febbraio 1918, ma comunque, fino alla guerra sovietico-polacca, il miglior addestramento per gli uomini dell'Armata Rossa fu l'esperienza fatta nella guerra civile: la guerra diede l'opportunità a molti giovani ufficiali di provare il loro talento e la loro genuina fede nella rivoluzione, e fra questi si distinsero Tuchačevskij ed Egorov, che comandarono i fronti durante la guerra sovietico-polacca, e Čujkov e Žukov, futuri marescialli durante la seconda guerra mondiale.
Inoltre, la guerra civile fu per l'Armata Rossa una scuola di combattimento che alterò la percezione tradizionale sulla relazione esistente fra spazio e disposizione delle forze: la guerra fu caratterizzata dal movimento, enfatizzando l'importanza delle linee di comunicazione e del comando centralizzato. Grazie alla sua mobilità, la cavalleria riguadagnò la propria posizione di arma decisiva, in contrasto con ciò che era avvenuto nella prima guerra mondiale. La natura fluida della guerra aumentò l'importanza dell'avere a disposizione una riserva principale per bloccare le penetrazioni avversarie e contrattaccare, e inoltre portò alla formazione di un efficace stato maggiore, capace di pensare concettualmente su grande scala in modo da saper pianificare le operazioni e controllare e posizionare le forze entro un teatro d'operazioni geograficamente molto ampio.
Al contrario dell'esercito polacco, l'Armata Rossa aveva una singola arma di base: il fucile Mosin-Nagant, del quale vi era una grande disponibilità, sia come armi sia come munizioni lasciate dall'armata zarista, e due fabbriche che ancora lo avevano in produzione; sebbene poco preciso sulla lunga distanza, si trattava comunque di un'arma robusta e affidabile. Dal 1920, comunque, la rapida espansione dell'Armata Rossa aveva reso insufficiente la produzione di armi e munizioni per poter equipaggiare l'intera forza armata ma, con la progressiva sconfitta delle armate bianche, erano state catturate grandi quantità di armamenti di produzione francese e britannica. Nelle operazioni mobili che caratterizzarono la guerra civile, due armi giocarono un ruolo fondamentale: la variante russa della mitragliatrice Maxim, prodotta come PM M1910, un'arma robusta e pressoché indistruttibile che poteva sparare per lunghi periodi senza necessità di manutenzione, e la Tachanka, un carro a molle trainato da cavalli e armato con una mitragliatrice, in grado di offrire una combinazione di mobilità e volume di fuoco molto importante durante gli attacchi e le ritirate. A differenza dell'esercito polacco, l'Armata Rossa non aveva una propria componente aerea significativa, limitandosi perlopiù a operazioni di osservazione per l'artiglieria per mezzo di palloni frenati che si dimostrarono facili bersagli sia per il fuoco da terra sia per gli aerei polacchi anche perché, non avendo mai dovuto confrontarsi con un'aviazione avversaria, i sovietici non avevano sviluppato un'effettiva artiglieria antiaerea.
All'inizio della guerra sovietico-polacca, l'Armata Rossa si era evoluta in una forza da combattimento credibile: l'armata, nata dalla rivoluzione, aveva una propria dottrina e una propria tattica sull'impiego delle forze, una sufficiente esperienza di combattimento e una base industriale in via di sviluppo a proprio supporto.

## Svolgimento del conflitto

### L'invasione polacca
(Un veterano polacco)

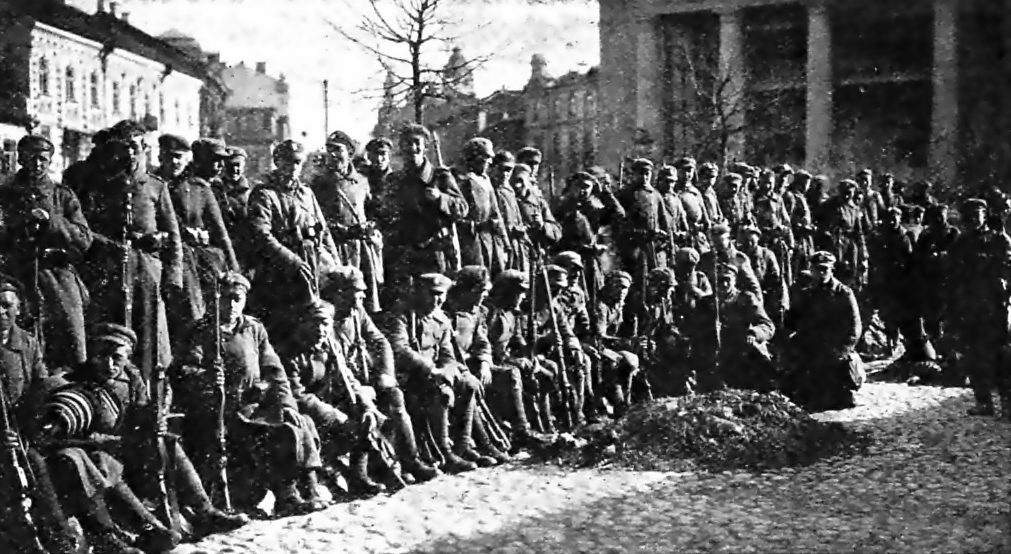
Soldati polacchi a Vilnius nel 1920

Preannunciata da alcuni scontri di frontiera all'inizio del 1919 (battaglia di Bereza Kartuska - febbraio 1919), anche se una frontiera certa non esisteva, la guerra iniziò con l'avanzata dell'esercito polacco verso Vilnius (occupata in aprile), da cui fu espulso il governo sovietico della RSS Lituano-Bielorussa, e verso Minsk (conquistata l'8 agosto), e precipitò nella primavera successiva con il dilagare dell'esercito polacco, fiancheggiato dalle truppe ucraine dell'atamano Simon Petljura, in Ucraina e la conquista, l'8 maggio 1920, della città di Kiev, che in tal modo cambiava padrone per la quindicesima volta in tre anni.
L'Armata Rossa, già impegnata su almeno quindici fronti contemporaneamente (le armate bianche di Judenič davanti Pietrogrado, di Kolčak in Siberia e di Denikin sul Volga; le truppe britanniche ad Arcangelo, Murmansk e nel Caucaso; quelle francesi a Odessa; quelle statunitensi e giapponesi a Vladivostok), praticamente si ritirò senza combattere.
Poiché nella primavera del 1919 c'erano solo pochi reparti dell'Armata Rossa disponibili sul fronte occidentale, la gran parte dell'esercito polacco venne dislocata lungo le zone di confine contese con la Galizia, la Cecoslovacchia e la Germania. Così, l'attacco polacco contro Lituania e Bielorussia, fu condotto inizialmente da una forza di soli 10 000 uomini, al comando del generale Stanisław Szeptycki, organizzati in dodici squadroni di cavalleria, dodici battaglioni di fanteria e tre compagnie di artiglieria. Da parte sovietica, a presidiare quel settore, c'erano la Divisione occidentale a Lida (a sud-ovest di Vilnius) e la Divisione di Pskov a Vilnius. Piłsudski arrivò al fronte il 15 aprile portando con sé due divisioni di fanteria e una brigata di cavalleria in rinforzo. Facendo affidamento sulla sorpresa e grazie a una finta verso la città di Lida, i polacchi distrassero una parte delle difese sovietiche da Vilnius, quindi, utilizzando la cavalleria, riuscirono a interdire le vie di comunicazione isolando le difese sovietiche sia a Lida sia a Vilnius e avanzando nel vuoto fra le linee che si era così creato. I polacchi riuscirono a occupare Vilnius in soli tre giorni. Con l'arrivo in rinforzo dell'armata di Poznań all'inizio di luglio, i polacchi iniziarono a manovrare per attaccare Minsk, verso cui aveva ripiegato la Divisione occidentale sovietica. La battaglia per la conquista della città occupò la prima settimana di agosto e, similmente a quanto fatto a Vilnius, i polacchi dapprima condussero incursioni con la cavalleria nelle retrovie sovietiche, tagliando le vie di comunicazioni in modo da isolare la città, e poi l'attaccarono direttamente. Con l'occupazione di Vilnius e Minsk, per la metà di agosto 1919, i polacchi si erano assicurati il raggiungimento dei propri obiettivi strategici in Lituania e in Bielorussia.
Alle prese con pressanti problemi militari (il 19 settembre l'armata controrivoluzionaria del generale Denikin aveva occupato Kiev) ed economici (il blocco economico imposto dall'Intesa che per circa un anno impedì alla Russia boscevica qualsiasi commercio con l'estero aggravando la situazione della popolazione, colpita dal tifo e da altre epidemie, per la carenza di cibo, vestiario e medicinali) che consigliavano di evitare una nuova guerra, per di più contro un nemico esterno, il governo sovietico si mostrò disposto a trovare un accordo con i polacchi anche a prezzo di generose concessioni territoriali. Tuttavia, per ogni evenienza, il comando militare iniziò a preparare un piano di operazione da usare nel caso fosse scoppiata la guerra con la Polonia. Il 22 dicembre 1919 una nota con un'offerta di pace fu inviata dal Commissario per gli affari esteri Georgij Čičerin al governo polacco ma non ricevette alcuna risposta. Il 28 gennaio 1920, una dichiarazione ufficiale venne inviata al governo polacco da Lenin, Trockij e Čičerin in nome del Consiglio dei Commissari del popolo; nella dichiarazione si avvertiva il governo polacco sui pericoli insiti nella guerra con la Russia sovietica nella quale gli Alleati stavano trascinando la Polonia, si riaffermava "incondizionatamente" il riconoscimento dell'indipendenza e della sovranità della Repubblica di Polonia, si affermava che la Russia bolscevica non aveva intenzioni aggressive, che l'Armata Rossa non sarebbe avanzata oltre la linea di frontiera esistente e che il governo sovietico non aveva concluso accordi con la Germania o con qualsiasi altra nazione ostile alla Polonia. Come unico risultato, la dichiarazione ottenne il recepimento e una promessa di replica da parte del ministro degli esteri polacco Patek. Nuove offerte di pace sovietiche furono inviate il 2 febbraio e il 6 marzo senza risultato. Finalmente, il 27 marzo, Patek informò Čičerin che la Polonia era pronta a iniziare negoziati di pace con la Russia bolscevica. Čičerin propose come sedi negoziali Mosca, Varsavia oppure una località neutrale in Estonia, ma Piłsudski, deciso a sfruttare la situazione di vantaggio anche a scopo propagandistico, pretese che le trattative avessero luogo nella piccola città di Borisov, nel bel mezzo del fronte polacco, e rifiutò la proposta sovietica di un armistizio per la durata dei negoziati concedendo solo una tregua di ventiquattro ore nel settore di Borisov: giusto il tempo e lo spazio per permettere il passaggio della delegazione sovietica attraverso le linee polacche. L'inflessibilità polacca insieme all'evidente richiamo alle condizioni umilianti in cui si era svolta la pace di Brest-Litovsk, convinse Lenin e Trockij dell'insincerità della proposta polacca. Secondo il conte Aleksander Skrzyński, successivamente ministro degli esteri e primo ministro polacco: «Le proposte di pace [sovietiche] non vennero prese in seria considerazione… Dato però che una politica parlamentare e democratica non consentiva di lasciarle senza una risposta, la questione del luogo ove i negoziati avrebbero potuto esser tenuti venne prospettata in modo così offensivo, che tutto si arrestò a quel punto.»

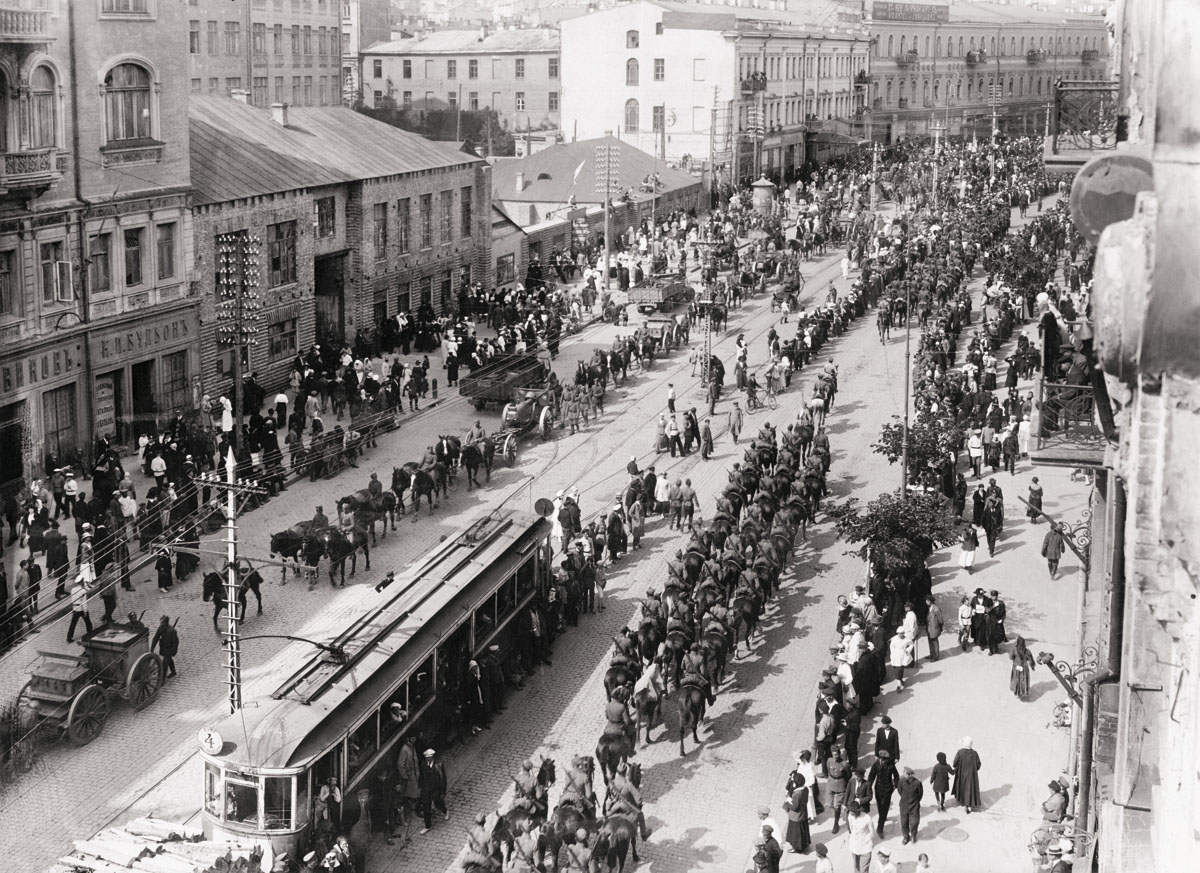
L'arrivo delle truppe polacche a Kiev

Nella primavera del 1920 le sorti della guerra civile in Russia stavano decisamente volgendo a favore dei bolscevichi, Piłsudski decise che fosse il momento di agire per sferrare un colpo decisivo all'Armata Rossa prima che potesse riorganizzarsi e trasferire forze in massa sul fronte occidentale. Piłsudski poteva disporre di circa 120 000 uomini: la 1ª, la 4ª e la 7ª armata vennero lasciate a presidiare il fronte in Bielorussia, mentre le forze mobilitate per l'invasione dell'Ucraina erano state concentrate in quattro raggruppamenti: a nord la 4ª divisione di fanteria era in contatto con la 4ª armata in Polesia; al centro, supportate da una divisione di cavalleria e da tre plotoni di autoblindo, erano schierate la 3ª armata a Novograd e la 2ª armata a Šepetovka, insieme alle forze ucraine di Petljura; infine a sud la 6ª armata era posizionata sul Dnestr. A fronteggiare i polacchi vi erano la 12ª armata a Kiev e la 14ª armata sul Dnestr, entrambe sottorganico e surclassate numericamente dai polacchi (secondo fonti sovietiche, a 52 000 polacchi, le due armate sovietiche potevano contrapporre solo 12 000 uomini; in particolare la 14ª armata non raggiungeva la consistenza di una divisione.), a ciò si aggiunsero l'ammutinamento di due brigate galiziane, una delle quali passò interamente dalla parte dei polacchi, e le incursioni delle bande di Machno nelle retrovie sovietiche che causarono il massacro di diversi reparti, la distruzione di ponti e riserve di rifornimenti nonché l'interruzione del sistema di trasporti e comunicazioni. Piłsudski lanciò l'offensiva contro Kiev il 25 aprile incontrando una debole resistenza da parte delle truppe sovietiche: la 14ª armata si ritirò dopo aver messo in atto una serie di azioni di retroguardia per tentare di rallentare l'avanzata polacca e il 6 maggio la 12ª armata lasciò Kiev che venne occupata dai polacchi due giorni dopo. I polacchi dopo aver occupato Kiev e una piccola striscia sulla riva sinistra del Dnepr, si volsero immediatamente su posizioni difensive.
Tatticamente l'operazione fu un successo per i polacchi, ma strategicamente fu un fallimento: supponendo erroneamente che il grosso dell'Armata Rossa fosse a sud, Piłsudski aveva concentrato le sue forze contro l'Ucraina nella speranza di infliggere al nemico un colpo mortale, ma le poche forze sovietiche nell'area riuscirono a sfuggire all'annientamento e Piłsudski ottenne solo di estendere il fronte e disperdere le sue forze. Inoltre l'alleanza con Petljura si rivelò controproducente in quanto ormai il leader nazionalista ucraino non era più in grado di attrarre un vasto seguito. Piłsudski sperava anche che l'arrivo delle truppe polacche avrebbe indotto la popolazione ucraina a sollevarsi contro i bolscevichi, ma non vi fu alcuna sollevazione: se i sovietici avevano il sostegno di almeno una parte della popolazione, viceversa i polacchi non suscitavano alcun entusiasmo.

### La controffensiva dell'Armata Rossa

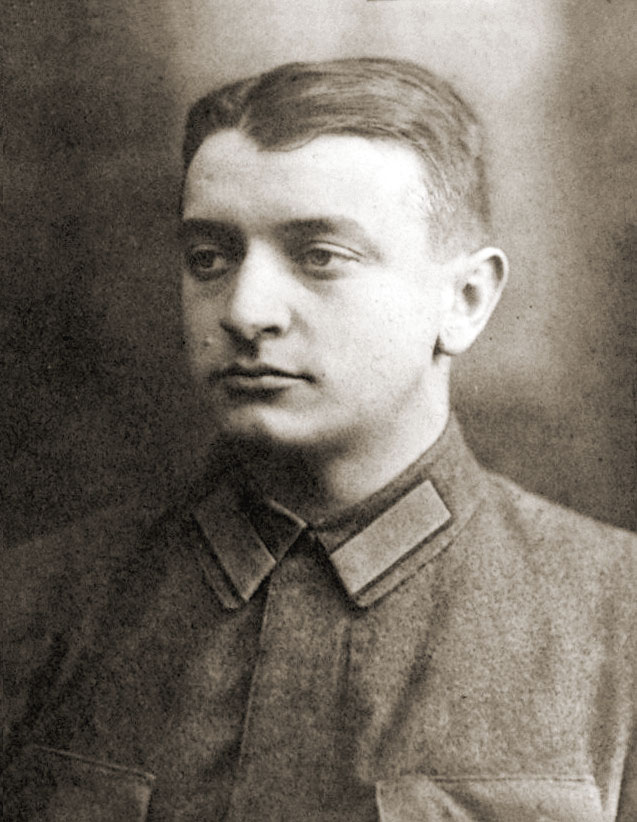
Il generale Michail Tuchačevskij, comandante del fronte occidentale sovietico

L'occupazione polacca dell'Ucraina e la perdita di Kiev provocò inizialmente costernazione e smarrimento fra i dirigenti sovietici, essendo giunta del tutto inaspettata, ma ben presto volse la situazione in loro favore: la Polonia aveva occupato un territorio incontestabilmente russo e sulla scena internazionale ora rivestiva chiaramente il ruolo dell'aggressore giustificando così una drastica risposta militare. Inoltre l'attacco polacco suscitò la solidarietà delle classi lavoratrici europee e provocò un'ondata di passione patriottica in Russia che la necessità del momento spinse i leader bolscevichi a sfruttare ripiegando su una nuova versione del patriottismo russo che faceva appello sia ai valori rivoluzionari della lotta di classe e dell'internazionalismo sovietico sia a quelli tradizionali della difesa della madrepatria: il 29 aprile 1920, il Comitato Centrale del Partito Comunista lanciò un appello, non solo ai lavoratori sovietici, ma a tutti i "cittadini d'onore" di Russia per non permettere "alle baionette dei magnati polacchi di determinare il destino della Grande nazione russa", mentre il KP(b)U (Partito Comunista Bolscevico Ucraino) denunciava il pericolo che l'invasione polacca minacciasse l'esistenza di una madrepatria ucraina. L'appello al patriottismo si rivelò molto più produttivo in termini di morale e mobilitazione della popolazione che non la propaganda basata sulla lotta di classe, ma alienò alla causa bolscevica il sostegno di parte dei lavoratori polacchi, anche se vi fu sempre attenzione nella propaganda sovietica a non cadere nello sciovinismo e a fare una netta distinzione riguardo ai polacchi fra proprietari terrieri e capitalisti da una parte e operai e contadini dall'altra.

Egorov e Stalin. La didascalia in russo significa: il compagno Egorov e il compagno Stalin, membri del Consiglio militare rivoluzionario del fronte sud-occidentale.

L'attacco polacco in Ucraina alterò significativamente la situazione militare e il piano d'operazione inizialmente preparato dal comando sovietico dovette essere modificato. Il Comandante supremo dell'esercito, generale Sergei Kamenev, riorganizzò le forze sovietiche a occidente su due fronti: il fronte occidentale (a nord) e il fronte sud-occidentale (a sud). Il nuovo piano prevedeva due azioni: l'attacco principale doveva essere portato dal fronte occidentale in Bielorussia; al fronte sud-occidentale era assegnato un attacco di supporto assecondando la direzione generale dell'offensiva, da Rovno a Brest-Litovsk; i due fronti dovevano cooperare il più strettamente possibile e sebbene al fronte sud-occidentale fosse stato assegnato un ruolo sussidiario, la sua azione era ritenuta di particolare importanza, per questo gli venne assegnata come rinforzo una delle forze di maggior impatto offensivo a disposizione dell'Armata Rossa: la Prima armata di cavalleria del generale Semën Budënnyj. Il 29 aprile 1920, l'allora appena ventisettenne generale Michail Tuchačevskij fu posto al comando del fronte occidentale e delle sue quattro armate (15ª, 3ª, 16ª e 4ª armata). Il fronte sud-occidentale, con la 12ª e la 14ª armata di fanteria e la Prima armata di cavalleria, fu posto invece sotto il comando del generale Aleksandr Egorov. I due fronti sovietici potevano contare su circa 160 000 uomini.
Il generale Tuchačevskij lasciò il Caucaso e arrivò al suo nuovo quartier generale di Smolensk, al confine con la Bielorussia, il 7 maggio, trovando una situazione piuttosto critica: le unità sovietiche erano solo in parte organizzate e, anche se nominalmente superiori in numero ai polacchi, solo una delle quattro armate era in grado di combattere; in più vi era il rischio che i polacchi dirottassero in Bielorussia una parte delle divisioni che avevano occupato Kiev. Per avere una propria forza di cavalleria, Tuchačevskij assemblò due divisioni di cavalleria e una brigata di fanteria creando così il III Corpo di cavalleria (Kavkor), affidato al comando del generale Gaja Gaj. L'offensiva sovietica era stata fissata per il 15 maggio e, secondo i piani dell'alto comando, prevedeva un attacco principale che doveva essere condotto dalla 16ª armata in direzione di Igume-Minsk, mentre alla 15ª armata, operante più a nord, era affidato un ruolo di supporto. Questo piano venne modificato da Tuchačevskij quando si rese conto dell'impossibilità di portarlo a termine, sia per le precarie condizioni delle unità ai suoi ordini sia per l'inadeguatezza del sistema di approvvigionamento che rendevano non perseguibile un'offensiva continuata in profondità. Tuchačevskij disponeva di una forza totale di circa 92400 uomini e, dopo una rapida preparazione, lanciò un primo attacco con la 15ª armata, la sola già in grado di affrontare la battaglia, impadronendosi del nodo ferroviario di Molochevski. L'azione precedette di poco un analogo attacco polacco, diretto contro Žlobin e Mogilёv, che se avesse avuto successo avrebbe interrotto le comunicazioni ferroviarie fra le forze sovietiche schierate a nord e a sud e disturbato non poco i preparativi sovietici. Questa azione segnò l'inizio della prima delle due offensive del fronte occidentale.
La prima offensiva (battaglia della Beresina) fu lanciata il 15 maggio: un attacco diversivo venne portato contro l'ala destra dello schieramento polacco, mentre la 15ª armata, attraversata la Dvina, portava l'attacco principale verso nord-ovest, contro l'ala sinistra polacca, riuscendo a sfondare le linee nemiche, per poi ripiegare verso sud-ovest tentando di ricacciare i polacchi verso le paludi del Pripjat; tre giorni dopo all'offensiva si unì la 16ª armata che, oltrepassata la Beresina, occupò Borisov. A opporsi alle forze sovietiche c'erano la 1ª, la 4ª e la 7ª armata polacche sotto gli ordini del generale Stanisław Szeptycki, con la 4ª armata schierata lungo la Beresina e la 7ª mantenuta come riserva strategica. L'offensiva colse di sorpresa i polacchi: per due settimane le truppe sovietiche avanzarono ricacciando all'indietro quelle polacche; all'inizio di giugno, con una serie di contrattacchi dopo oltre cento chilometri di ritirata ininterrotta, l'esercito polacco riuscì a contenere l'offensiva sovietica lungo una linea di difesa che correva dalle foreste intorno alla città di Kazjany (Казяны), a nord, al lago di Pelic, a sud. A questo punto, avendo temporaneamente allontanato la minaccia di un'offensiva polacca in Bielorussia e non essendo in grado di sfruttare appieno il successo raggiunto, Tuchačevskij preferì fermarsi per riprendere la riorganizzazione delle sue forze e l'8 giugno ordinò alle proprie truppe di ritirarsi sulle rive occidentali dei fiumi Avuta (Авута) e Beresina; tanto più che lo sfondamento della Prima armata di cavalleria a sud aveva dirottato l'attenzione polacca sul fronte meridionale.

#### La controffensiva sovietica a sud
(Semën Budënnyj )

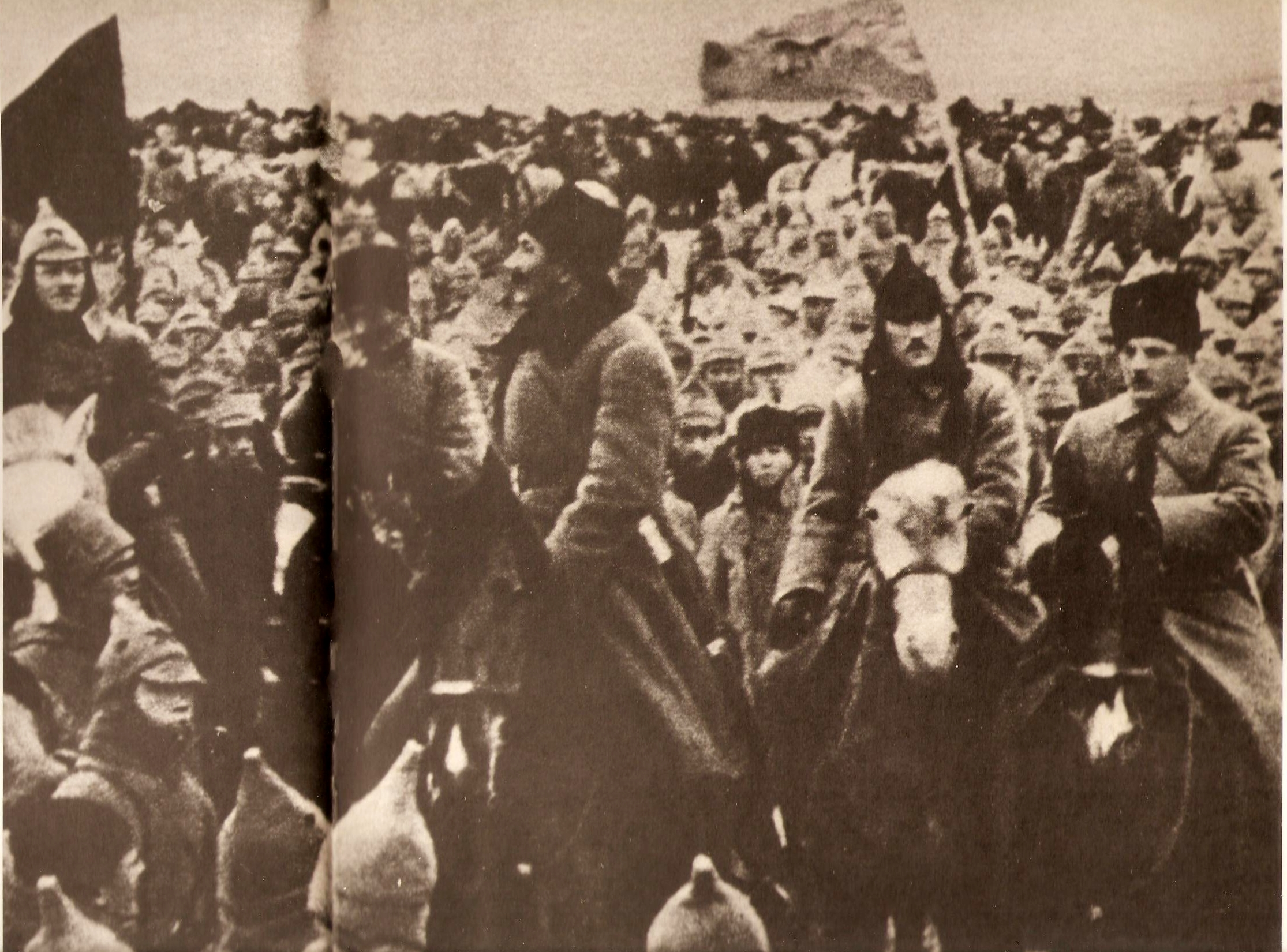
La Prima armata a cavallo sovietica. Si riconoscono da destra: Vorošilov, Ordžonikidze e Budënnyj.

L'offensiva del fronte sud-occidentale per la riconquista dell'Ucraina iniziò il 26 maggio. Le direttive inviate da Kamenev a Egorov prevedevano che la 12ª e la 14ª armata attaccassero le posizioni polacche, rispettivamente, a nord e a sud di Kiev; mentre alla Prima armata di cavalleria era assegnato il compito di condurre l'attacco frontale. Il collegamento col fronte occidentale di Tuchačevskij era assicurato dal Gruppo Mozyr, la cui scarsa consistenza, che ammontava a meno di due divisioni, era in parte compensata dal fatto di essere schierato a presidiare un tratto del fronte (che sconfinava nelle paludi del Pripjat) caratterizzato da un terreno che rendeva difficile i movimenti delle truppe. All'epoca dell'invasione polacca, la Prima armata di cavalleria del generale Budënnyj, la famosa Konarmiia, disponeva di circa 16 000 uomini e si trovava nel Caucaso settentrionale (nel Kuban'), dove aveva combattuto contro l'esercito del generale Denikin. Partita dalla città di Majkop, si riorganizzò nella città di Uman', in Ucraina a sud-est di Kiev, che raggiunse dopo una marcia di trasferimento di 1 200 chilometri, quasi tutti coperti cavalcando in trenta giorni e al prezzo di cinquanta cavalli azzoppati o morti al giorno.
Il 31 maggio iniziò l'attacco del fronte sud-occidentale. Alla mobilità e alla forza dirompente della Prima armata di cavalleria era affidato il compito di sfondare le linee della 3ª armata polacca, a sud di Kiev, avanzando verso nord-ovest in modo da tagliarne le vie di comunicazione, mentre la 12ª armata, attraversato il Dnepr a nord di Kiev, doveva procedere verso sud-ovest in modo da completare l'accerchiamento. La 14ª armata avrebbe coperto il fianco sinistro della Prima armata contro la 6ª armata polacca e, alla sua destra, il Gruppo Fastov, forte di due divisioni di fanteria, era posizionato per un attacco parallelo in direzione dell'incrocio ferroviario di Fastov, circa 40 km a sud-ovest di Kiev.
Inizialmente, gli sforzi fatti per rompere le linee polacche utilizzando l'assalto in massa della cavalleria, una tattica che aveva frequentemente avuto successo contro le armate bianche, non diede i risultati sperati contro le ben trincerate e relativamente disciplinate forze polacche. Egorov allora cambiò tattica: l'attacco della Konarmiia fu sostenuto da quello della fanteria e condotto sfruttando la superiorità dell'artiglieria sovietica; la Konarmiia stessa fu scaglionata su più linee d'attacco (la prima linea era composta dalla 4ª divisione, la seconda dalla 14ª e dalla 11ª divisione e la terza dalla 6ª divisione). L'assalto generale fu lanciato all'alba del 5 giugno e quattro giorni dopo le fanterie sovietiche riuscirono a sfondare le linee polacche occupando Fastov e aprendo un varco nello schieramento avversario attraverso il quale si riversò rapidamente la cavalleria. La Konarmiia, avanzando rapidamente lungo la ferrovia a ovest di Fastov, portò la breccia nel fronte polacco a un'ampiezza di 40 km. L'intento di Egorov era quello di tagliare rapidamente la linea della ritirata ai polacchi, ma la Konarmiia, che avrebbe dovuto chiudere la tenaglia intorno alla 3ª armata polacca convergendo verso nord sulla ferrovia Kiev-Korosten', per difetto di comunicazione e confusione negli ordini, avanzò invece in direzione di Žitomir, contro le posizioni della 2ª armata polacca. La Konarmiia era la sola unità a disposizione di Egorov in grado di compiere rapide manovre; la fanteria sovietica, invece, faticò a tenere il passo della propria cavalleria e delle truppe polacche in ritirata. La mancanza di forze di riserva mobili fece fallire il tentativo di Egorov di accerchiare e distruggere i polacchi, che poterono così ritirarsi in relativo ordine lungo la ferrovia per Korosten' preservando forze che, per quanto provate, altrimenti sarebbero state distrutte. Il 13 giugno l'Armata Rossa entrò a Kiev, abbandonata dai polacchi in ritirata.
Dopo dieci giorni di attacchi, il fronte sud-occidentale era riuscito a spezzare le linee polacche dando inizio a un'avanzata che proseguì ininterrotta per dieci settimane, costringendo i polacchi a ritirarsi precipitosamente verso il Bug alla velocità media di dieci chilometri al giorno. Il successo dell'avanzata fu determinato in gran parte dall'abilità della Konarmiia di trovare continuamente punti deboli nello schieramento polacco, penetrando rapidamente attraverso di essi nelle retrovie, o di aggirare i polacchi sui fianchi nel terreno aperto della pianura ucraina, mentre tutti i contrattacchi polacchi vennero facilmente respinti. Durante l'avanzata la Prima armata di cavalleria fu divisa in due gruppi: Budënnyj, con la 6ª e la 11ª divisione, si diresse verso Žitomir, il Commissario politico dell'armata, Kliment Vorošilov, con la 4ª e 14ª divisione marciò in direzione di Korosten'.

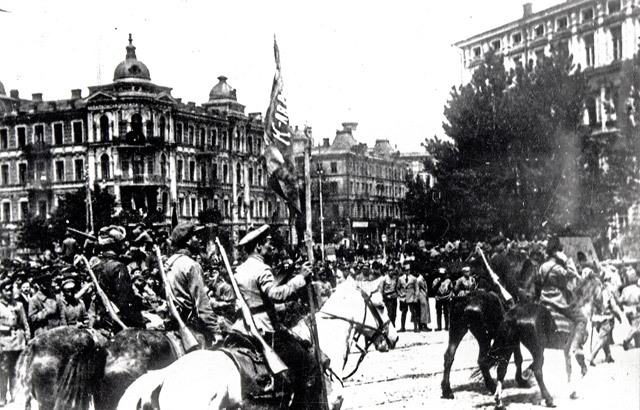
Soldati dell'Armata Rossa a Kiev nell'estate del 1920

Caddero, l'una dopo l'altra, Korosten', Berdičev, Žitomir e Rovno, sede del comando del maresciallo Piłsudski. Entro la fine di giugno gran parte dell'Ucraina era stata liberata e per il 10 luglio i polacchi si erano ritirati sulla linea che tenevano nell'agosto 1919. Tuttavia, le tre armate di Egorov si erano di molto allontanate l'una dall'altra nella vastità della pianura ucraina, perdendo coesione: la 12ª armata e la Konarmiia, dopo aver oltrepassato il fiume Zbruč, stavano muovendo verso nord-ovest, ma la 12ª armata, avvicinandosi alle posizioni del fronte occidentale, si era impantanata nel terreno paludoso che divideva i due fronti; mentre, la minaccia al fianco meridionale del fronte sud-occidentale rappresentata dalle truppe rumene che avevano occupato la Bessarabia, costrinse Egorov a mantenere più a sud la 14ª armata.

#### La controffensiva sovietica a nord
(Tuchačevskij, ordine del 2 luglio 1920)
Il 4 luglio Tuchačevskij, dopo un'estesa preparazione materiale e ideologica delle truppe, diede l'avvio alla seconda grande controffensiva del fronte occidentale: all'alba, dopo una pesante preparazione di artiglieria, lanciò all'attacco le sue quattro armate contro la 1ª e la 4ª armata polacca lungo l'asse della ferrovia Smolensk-Brest-Litovsk. Al tramonto i polacchi si erano dovuti ritirare per 25 km subendo pesanti perdite sotto la continua minaccia di essere aggirati e accerchiati dalla cavalleria sovietica. Piłsudski scrisse che l'avanzata dell'Armata Rossa dava «l'impressione di qualcosa di inarrestabile, una grande e mostruosa nube che nessun ostacolo può fermare... gli uomini tremavano e il cuore dei soldati cominciava a cedere». Il 7 luglio i polacchi incominciarono a ritirarsi sull'intero fronte. Per il 10 luglio, i sovietici avevano raggiunto le frontiere precedenti l'invasione polacca e iniziarono a lanciare continui attacchi con il III Corpo di cavalleria per aggirare lo schieramento polacco e tentare di distruggere le linee di comunicazione avversarie, ma, come già accaduto a Egorov sul fronte meridionale, la mancanza di forze di riserva dotate di sufficiente mobilità per penetrare in profondità lo schieramento nemico non permise a Tuchačevskij di sfruttare in pieno il successo di queste operazioni, mentre i polacchi riuscirono a conservare compatto il nucleo della propria forza anche se avevano dovuto ritirarsi rinunciando a posizioni strategiche.
L'11 luglio l'Armata Rossa entrò a Minsk e il 14 luglio oltrepassò Vilnius: fra il 4 e il 20 luglio l'esercito polacco fu costretto ad arretrare di oltre 300 km. Alla fine di luglio, l'Armata Rossa prese Grodno dopo un'accanita battaglia, ma di nuovo Tuchačevskij non riuscì ad accerchiare e distruggere le forze polacche che invece sfuggirono all'accerchiamento ritirandosi oltre la linea dei fiumi Bug e Narew. Il 1º agosto l'Armata Rossa era a Brest-Litovsk e il 12 agosto il III Corpo di cavalleria raggiunse la riva orientale della Vistola a soli 50 km da Varsavia.
Parve in quel momento che i bolscevichi russi fossero sul punto di seguire l'esempio dei giacobini francesi, affidando ai loro eserciti il compito di diffondere la rivoluzione in Europa. Durante la precipitosa ritirata le truppe polacche si abbandonarono a ogni genere di violenza contro le popolazioni delle regioni attraversate, compresa l'organizzazione di pogrom, e nuove brutalità si ebbero al passaggio delle truppe bolsceviche.
La Polonia, che vedeva messa in forse la sua stessa sopravvivenza come nazione indipendente, chiese aiuti militari ed economici a Francia e Regno Unito, che tuttavia tardarono ad arrivare perché la Germania aveva proclamato la propria neutralità e aveva rifiutato il permesso di transito ai rifornimenti provenienti dalla Francia; i ferrovieri cecoslovacchi ispezionavano tutti i treni diretti in Polonia e non lasciavano passare quelli che trasportavano armi; i portuali britannici minacciavano lo sciopero se costretti a caricare le navi con le armi destinate ai polacchi, così come quelli tedeschi del porto di Danzica se costretti a scaricarle. Cionondimeno alcuni rifornimenti poterono giungere in Polonia attraverso il porto peschereccio di Gdynia, nel corridoio polacco, mentre il carico delle navi francesi che sostavano al largo di Danzica fu trasferito, con l'impiego di truppe britanniche, su barconi e trasportato lungo la Vistola fino a Dirschau ("Tczew" in polacco), da dove fu caricato su treni merci per Varsavia. In tal modo, il ministro della guerra Kazimierz Sosnkowski riuscì a rifornire, entro il 1º luglio, l'esercito polacco con 73 nuove batterie d'artiglieria, 200 cannoni da campagna, 1 000 mitragliatrici e 20 000 cavalli; inoltre furono arruolati 100 000 nuovi volontari. La distruzione sistematica delle ferrovie, operata dai polacchi, costrinse l'Armata Rossa a trasportare i rifornimenti su carri o automezzi, e quella delle linee telegrafiche ad affidarsi ai portaordini a cavallo per mantenere le comunicazioni fra i reparti e i comandi.

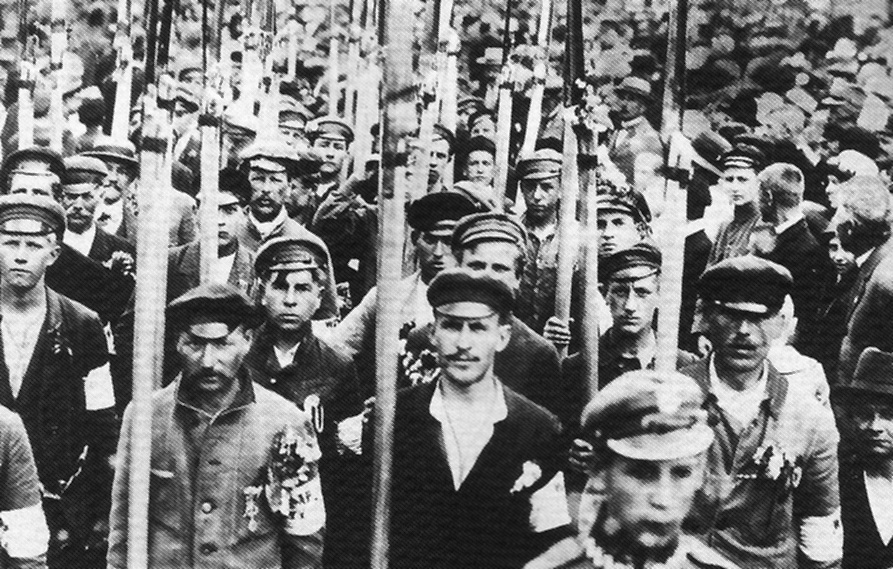
Volontari dell'esercito polacco nel 1920

A questo punto, con la Polonia seriamente in pericolo e la possibilità che i bolscevichi riuscissero a collegarsi direttamente con i movimenti operai comunisti tedeschi portando la rivoluzione nell'Europa centrale, il governo del Regno Unito, per mezzo del proprio ministero degli esteri George Nahaniel Curzon, l'11 luglio inviò via radio al governo bolscevico una nota invitandolo a cessare le ostilità contro la Polonia, a riconoscere il confine fra Polonia e Russia sovietica costituito dalla linea di demarcazione fissata dal Consiglio supremo di guerra alleato l'8 dicembre del 1919 (la cosiddetta "Linea Curzon" che passava per Suwałki, Grodno, Brest-Litovsk e poi per il medio corso del fiume Bug fino a Sokal' e che era già stata rifiutata da Piłsudski in dicembre) e a inviare immediatamente a Londra una delegazione per partecipare a una conferenza di pace. I sovietici rifiutarono argomentando nella risposta ufficiale, data da Čičerin il 18 luglio, che non vedevano alcun motivo per cui i negoziati avrebbero dovuto svolgersi sotto la supervisione anglo-francese, né perché avrebbero dovuto estendersi anche agli Stati baltici - con i quali al tempo erano in corso colloqui bilaterali che avevano già portato alla stipula di accordi di pace con l'Estonia (2 febbraio 1920) e con la Lituania (12 luglio 1920) - né era accettabile la condizione di un armistizio con il generale "bianco" Vrangel' (alle cui truppe doveva essere garantita la possibilità di restare in Crimea per tutta la durata dei negoziati), che avrebbero trattato direttamente con i polacchi, quando questi sarebbero stati disposti a un negoziato ufficiale diretto, lamentandosi del tardivo intervento della diplomazia britannica e di come l'anno precedente i polacchi avessero rifiutato offerte di pace ben più generose di quelle prospettate dal piano britannico.
Il piano del generale Kamenev, approvato dal Politburo del Comitato centrale il 28 aprile, prevedeva che il fronte sud-occidentale, una volta liberata l'Ucraina, avanzasse in direzione di Brest-Litovsk e, raggiunto il confine occidentale delle paludi del Pripjat e preso contatto con la 16ª armata a nord, passasse poi sotto il controllo del fronte occidentale per l'avanzata finale verso Lublino e Varsavia. Tuttavia, poiché la linea di demarcazione della frontiera, che nella versione del dicembre 1919 era applicata solo al territorio formalmente russo, nella nota inviata da George Curzon era stata estesa verso sud attraverso la Galizia dove passava a soli 80 km a est di Leopoli, Lenin decise di spingere più a fondo l'offensiva del fronte sud-occidentale in direzione della Galizia dando ordine a Egorov e Stalin (nominato Commissario politico del fronte sud-occidentale) di trasferire la forza principale della Prima armata di cavalleria, allora diretta verso nord-ovest, in direzione di Dubno e della ferrovia Rovno-Leopoli per sostenere un'avanzata della 14ª armata verso Leopoli.
Sospinti dagli Alleati i polacchi, infine, accettarono di trattare direttamente con i sovietici. I colloqui avrebbero dovuto svolgersi a Minsk a partire dal 10 agosto. I sovietici erano disposti a trattare sulla base della Linea Curzon A, che portava entro i confini della Russia sovietica la città di Leopoli (in sostanza l'unica zona a maggioranza polacca del territorio conteso) e i campi petroliferi della Podolia, sebbene con correzioni territoriali a favore della Polonia nelle zone di Białystok e Chełm; l'esercito polacco doveva essere ridotto a una consistenza di 60000 uomini, le armi in soprannumero dovevano essere cedute all'Armata Rossa, l'industria bellica smantellata e i polacchi dovevano garantire il diritto di libero transito per le merci e i passeggeri provenienti dalla Russia lungo la ferrovia Volkovysk-Grajewo. Ma nel documento preliminare con le condizioni sovietiche trasmesso al primo ministro britannico Lloyd George, il generale Kamenev aveva omesso due ulteriori richieste: una zona di disarmo, che avrebbe dovuto essere sorvegliata da una "milizia operaia" di 200000 uomini, e un risarcimento per le famiglie delle vittime di guerra polacche attraverso la concessione di terre libere. Queste due ultime richieste, più che termini di pace sembravano costituire propaganda rivoluzionaria ed era ovvio che sarebbero state inaccettabili per qualsiasi governo "borghese" polacco, ma i sovietici, sull'onda dell'entusiasmo delle vittorie militari, in quel momento non volevano la pace più di quanto la volessero i polacchi in marzo. Lloyd George invitò i polacchi ad accettare le proposte sovietiche, ma il negoziato non ebbe mai luogo sia perché i polacchi disertarono i colloqui sia per l'evolversi della situazione militare.

### La battaglia di Varsavia

#### Preparativi sovietici

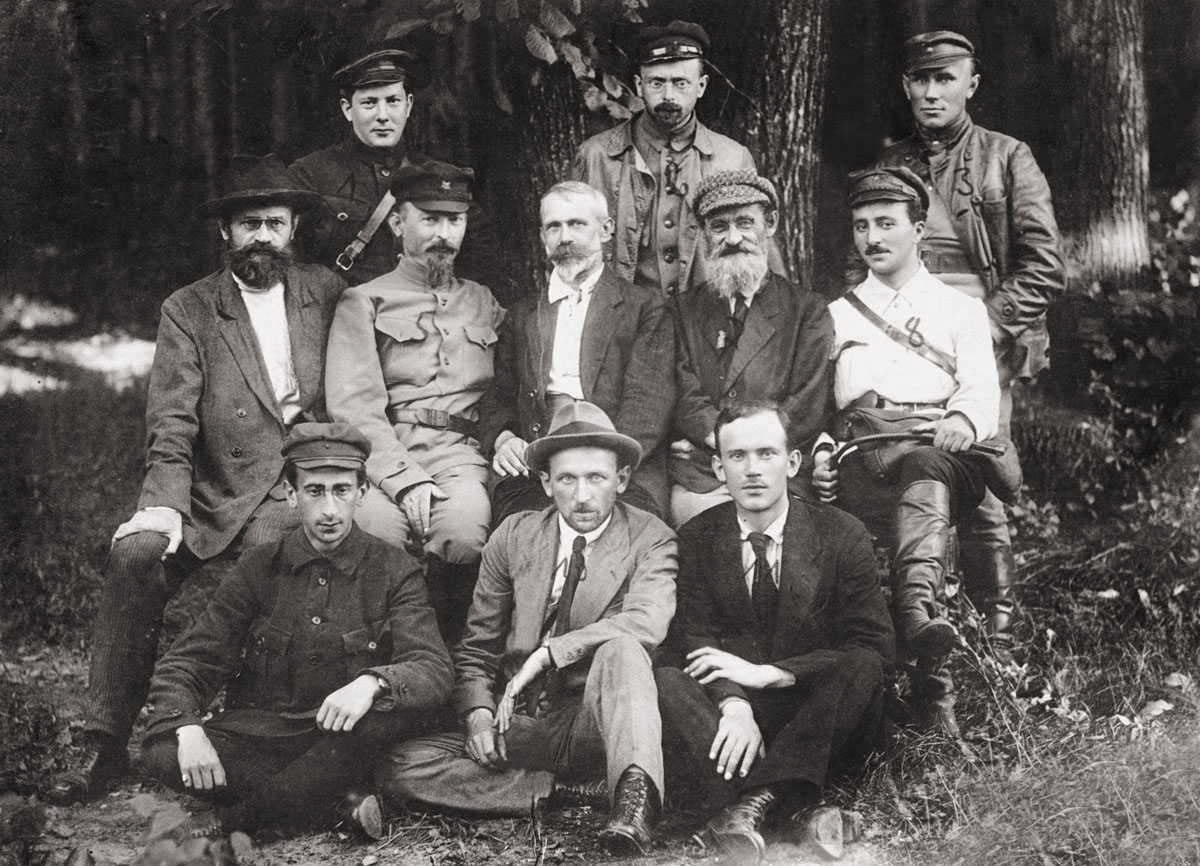
Il Polrevkom insediato dai bolscevichi il 30 luglio 1920 a Białystok. Al centro da sinistra a destra: Feliks Dzierżyński, Julian Marchlewski, Feliks Kon e Józef Unszlich.

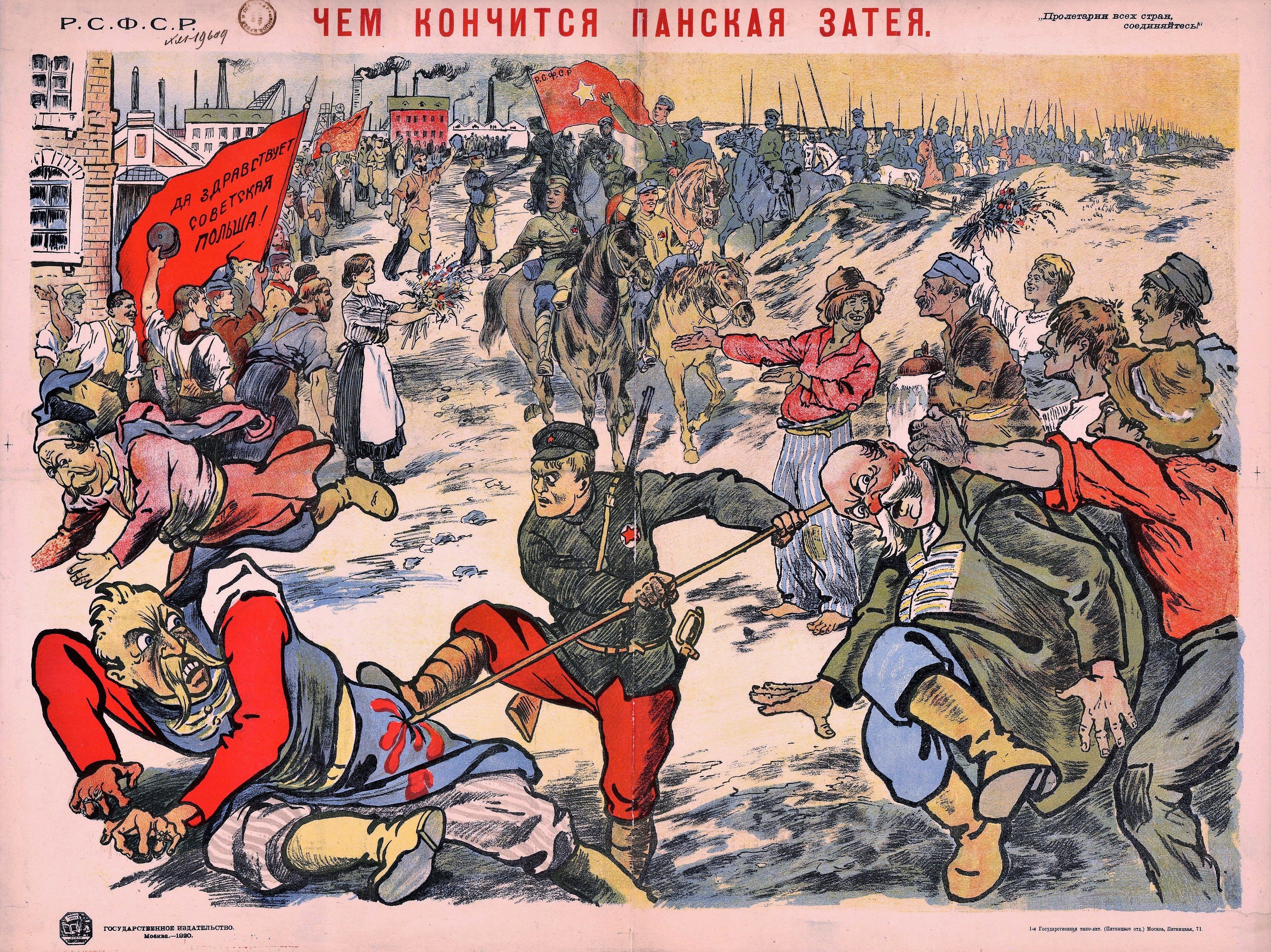
Poster sovietico di propaganda della guerra sovietico-polacca del 1920. La scritta recita: "Così si concluderà l'avventura dei magnati polacchi". E sulla bandiera rossa: "Lunga vita alla Polonia sovietica!"

Alla fine di luglio i sovietici sembravano vicini alla vittoria. Una parte dei dirigenti sovietici nutriva un forte ottimismo e si credeva possibile organizzare una nuova Polonia sovietica; dopo Varsavia l'obiettivo sarebbe stato il ricongiungimento con i rivoluzionari tedeschi e Lenin si spinse a ipotizzare un'"Unione bolscevica" comprendente anche la Polonia, la Germania e l'Ungheria: il leader sovietico aveva fiducia in un'insurrezione generale del proletariato europeo. Nell'estate del 1920 a Pietrogrado si svolse il II Congresso dell'Internazionale Comunista in un'atmosfera di grande euforia: i lavori si aprirono il 19 luglio, si parlò di "rivoluzione socialista europea" e su una grande carta geografica i delegati potevano osservare l'avanzata dell'Armata Rossa verso occidente.
Un Polrevkom (Comitato rivoluzionario provvisorio polacco), formato da bolscevichi di origine polacca, venne creato a Smolensk il 24 luglio, e poi spostato successivamente a Minsk, Vilnius e, finalmente, a Białystok il 30 luglio: si sperava che esso avrebbe potuto formare il primo nucleo di un futuro governo sovietico polacco; il primo atto del Polrevkom fu un manifesto in cui si proclamava la nazionalizzazione delle fabbriche, delle foreste e della terra, ma si dichiaravano inviolabili le proprietà contadine. Tuttavia l'ottimismo di Lenin non era unanimemente condiviso all'interno del Politburo del Comitato centrale: Trockij e Stalin dubitavano della possibilità d'innescare una rivoluzione fra le masse popolari polacche e ritenevano più probabile un movimento nazionalista polacco sostenuto anche dalle masse operaie; inoltre Trockij vedeva con preoccupazione l'avanzata verso Varsavia, ritenendo che l'estendersi delle operazioni militari avrebbe imposto un insostenibile sforzo alle risorse e alle capacità economiche della Russia. Alla fine, però, prevalse la strategia di Lenin e il Politburo votò a favore dell'offensiva su Varsavia.
Ai primi di agosto, dal suo quartier generale di Minsk, a 500 km da Varsavia, il generale Tuchačevskij incominciò a formulare i piani per l'assalto alla capitale polacca. Le forze a sua disposizione, come comandante del fronte occidentale, consistevano in quattro armate (la 3ª, la 4ª, la 15ª e la 16ª), ognuna composta da quattro divisioni di fanteria, il III corpo di cavalleria (due divisioni) del generale Gaja Gaj, e il Gruppo Mozyr del generale Tichon Chvesin (circa 8 000 uomini fra cavalleggeri e fanti, equivalente quindi a due divisioni, a cui era affidato il non facile compito di coprire il fianco sinistro del fronte mantenendo il contatto con il fronte sud-occidentale). In totale Tuchačevskij poteva disporre di una forza di circa 104 900 uomini.. Errori nei rapporti delle pattuglie di ricognizione, che non riuscirono a determinare la posizione effettiva delle difese polacche (oltre al molto tempo impiegato dai rapporti stessi per raggiungere Minsk a causa della distruzione delle linee telegrafiche), e nella ricognizione aerea, ostacolata dal cielo nuvoloso, portarono Tuchačevskij a convincersi che il grosso delle difese polacche fosse posizionato davanti a Varsavia (le unità polacche riuscirono a celare i loro movimenti, lungo i 300 km di fronte, grazie alla fitta nebbia e agli spostamenti effettuati in piccoli gruppi).
Il piano di Tuchačevskij era di attaccare e distruggere le forze polacche schierate a nord per poi aggirare lo schieramento polacco sul fianco sinistro. Secondo il piano di battaglia formulato l'8 agosto, i compiti assegnati alle unità erano i seguenti:
- III corpo di cavalleria: attraversare la Vistola a nord e tagliare le vie di comunicazione con Danzica;
- 4ª armata: attraversare la Vistola a Płock;
- 15ª armata: avanzare verso Modlin, alla confluenza del Narew con la Vistola, e insieme alla 3ª armata circondare Varsavia da nord;
- 16ª armata: attaccare frontalmente le forze avversarie schierate a Radzymin, davanti a Varsavia;
- Gruppo Mozyr: avanzare verso Deblin a sud.

L'attacco generale era fissato per il 14 agosto. Il maggior difetto di questo piano era di non prevedere forze di riserva; in effetti il generale Kamenev, preoccupato dalla posizione del fianco meridionale dello schieramento di Tuchačevskij, aveva già stabilito di unificare, sotto il comando del fronte occidentale, tutte le forze del fronte occidentale e di quello sud-occidentale, facendo convergere le unità di quest'ultimo verso Lublino per poter sferrare l'attacco contro Varsavia con tutte le truppe disponibili. La decisione, che era stata approvata il 2 agosto dal Politburo del Comitato centrale su iniziativa di Lenin e resa esecutiva il 5 agosto, venne però sabotata dal comandante del fronte sud-occidentale, Egorov, e dal Consiglio rivoluzionario militare presieduto da Stalin, che sostanzialmente rifiutarono di mettersi agli ordini di Tuchačevskij. Facendo ricorso al proprio prestigio e alla propria autorità, Tuchačevskij riuscì a ottenere dal Comando supremo lo spostamento della 12ª armata e della Prima armata di cavalleria dal fronte sud-occidentale lungo la direttrice di Vladimir-Volynskij; questa volta fu il comando della Prima armata di cavalleria (Budënnyj e Vorošilov) a fare resistenza e a ignorare le disposizioni superiori. La mancata unificazione dei due fronti, dovuta al comportamento di Egorov, Stalin, Budënnyj e Vorošilov, lasciò Tuchačevskij senza una riserva e con il fianco sinistro esposto a un eventuale contrattacco polacco.

#### Preparativi polacchi

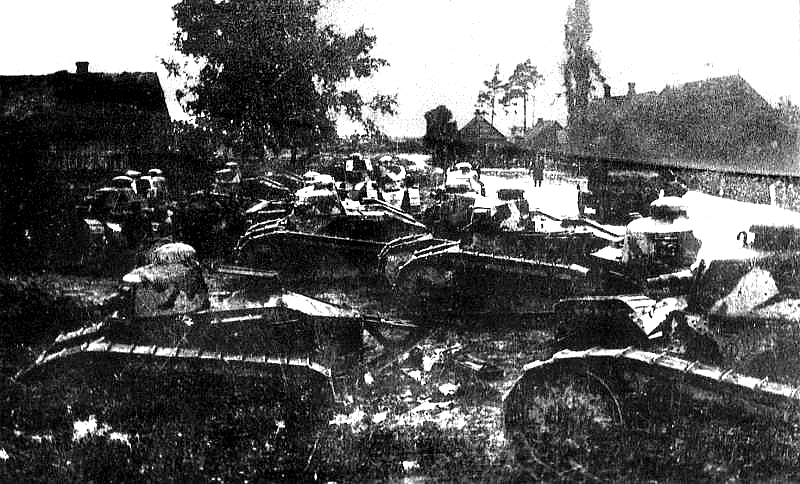
Carri armati francesi Renault FT dell'esercito polacco durante la battaglia di Varsavia

Con il progredire dell'avanzata di Tuchačevskij, il governo polacco incominciò a traballare e, ancor prima di cominciare, l'attacco della Prima armata di cavalleria portò la paura nell'alto comando militare polacco: in una conferenza nel palazzo del Belweder, la residenza ufficiale del maresciallo Piłsudski, il capo di stato maggiore dell'esercito, generale Szeptycki, affermò che la guerra era ormai perduta e che era necessario raggiungere la pace a qualsiasi costo. Quando poi l'Armata Rossa giunse alle porte di Varsavia, la paura si tramutò in panico e la situazione politica polacca si deteriorò rapidamente: il governo conservatore di Leopold Skulski si dimise all'inizio di giugno e, mentre il potere di Piłsudski perdeva consenso, cresceva quello del suo principale oppositore Roman Dmowski; dopo quindici giorni di trattative fu istituito un governo con a capo Wladisław Grabski, che si dimise il 24 luglio per essere sostituito da Wincenty Witos a capo di un governo di coalizione nazionale. La speranza di Lenin era che i lavoratori polacchi considerassero l'esercito sovietico come il loro liberatore dal giogo capitalistico e quindi lo accogliessero insorgendo contro lo Stato borghese, ma come l'Armata Rossa si avvicinò a Varsavia, minacciando la sopravvivenza della Polonia indipendente, il tradizionale spirito patriottico polacco si risvegliò. Gli operai polacchi risultarono assai più sensibili al richiamo del sentimento nazionale che a quello della solidarietà di classe, e il nazionalismo, unito alla tradizionale ostilità nei confronti della Russia, fu decisivo nello spingere i lavoratori polacchi a difendere la loro patria dal rischio di una dominazione straniera.
La propaganda di guerra polacca fece ampio uso di temi e motivi antisemiti. Numerosi volantini e cartoline postali raffigurarono gli ufficiali sovietici con le fattezze fisiche che la propaganda antisemita attribuiva agli ebrei. Anche la Chiesa cattolica polacca si allineò su queste posizioni: i vescovi polacchi lanciarono al resto del mondo cattolico un appello in cui il conflitto era interpretato in chiave escatologica e antisemita:

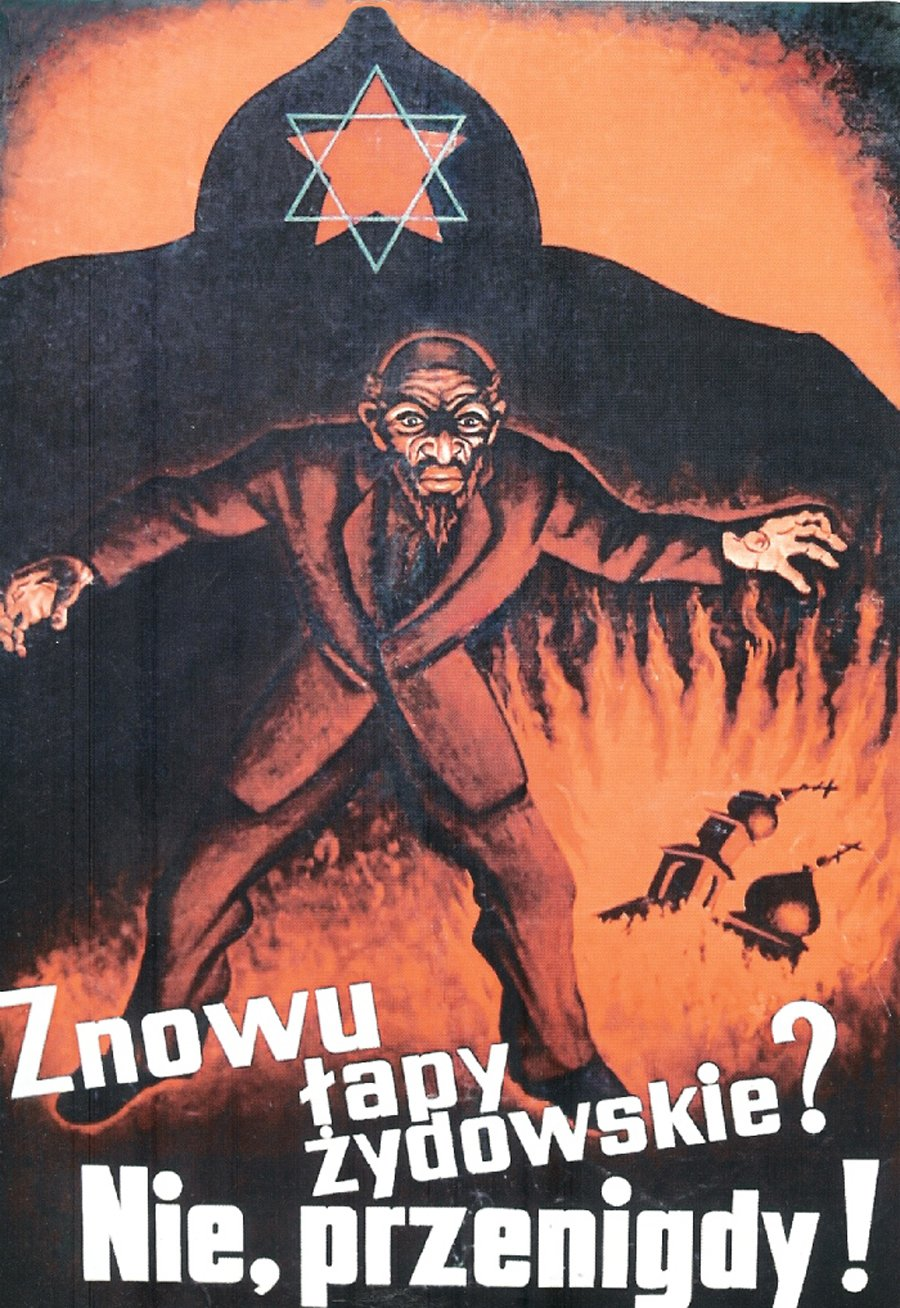
Un volantino di propaganda polacca inteso a spaventare i fedeli ortodossi delle regioni orientali. Si notino la stella di David, sovrapposta alla stella rossa, e le croci bizantine sui campanili. Il testo polacco recita: "Di nuovo nelle mani degli ebrei? No, mai più!".

Dopo le dure sconfitte subite dall'esercito polacco in giugno e luglio, Piłsudski capì che occorreva cambiare strategia. Durante l'offensiva dell'Armata Rossa, l'esercito polacco aveva utilizzato la tattica della difesa in linea, alla quale era stato addestrato dai consulenti militari francesi, ma che aveva disperso le unità polacche lungo un fronte che si estendeva per 1 500 km; questa tattica risultò inefficace contro un nemico che era solito portare successivi attacchi in punti diversi dello schieramento avversario per poi irrompere attraverso le brecce così create seminando il panico nelle retrovie. Piłsudski decise di adottare una strategia, che egli stesso definì in francese come "la stratégie de plein air" ("la strategia dello spazio aperto"), basata sulla mobilità e sulla velocità, allo scopo di attaccare i punti deboli del nemico con forze costantemente in movimento.
La situazione per i polacchi era difficile: a nord le armate di Tuchačevskij erano ammassate intorno a Varsavia; a sud le armate di Egorov e la cavalleria di Budënnyj stringevano verso Leopoli. Tuttavia Piłsudski aveva un vantaggio: l'Armata Rossa si era molto allontanata dalle sue basi e conseguentemente le sue linee di rifornimento si erano allungate; la distruzione delle linee ferroviarie costringeva i sovietici a dipendere dai trasporti su strada che avvenivano in condizioni molto difficili. I due fronti sovietici, quello occidentale di Tuchačevskij e quello sud-occidentale di Egorov, erano collegati da uno schieramento molto debole incentrato su Lublino A poco erano valse le pressanti richieste di Tuchačevskij al comandante supremo Kamenev affinché spostasse verso nord le truppe operanti a sud per compattare lo schieramento: occorse più di una settimana affinché Kamenev, dopo molteplici discussioni con Tuchačevskij, Egorov, Budënnyj e Stalin (che secondo Trockij «Voleva, a qualunque costo, entrare a Leopoli nello stesso momento in cui Smilga [Commissario politico del fronte occidentale] e Tuchačevskij entravano a Varsavia. La gente ha di queste ambizioni!» ), si decidesse a ordinare in modo deciso a Egorov, il 13 agosto, di far convergere la Konarmiia e la 12ª armata verso nord: troppo in ritardo perché potessero arrivare in tempo. Inoltre, l'alto comando sovietico fu distratto dallo sviluppo della guerra civile sul fronte meridionale: infatti, approfittando della guerra sovietico-polacca, le forze bianche di Vrangel' avevano attaccato in Crimea avanzando rapidamente verso nord. Per la fine di giugno Vrangel' si era impadronito della Tauride settentrionale distruggendo la 13ª armata sovietica inviata da Egorov a contrastarne l'avanzata. Questa improvvisa minaccia interna alla sopravvivenza stessa della Russia sovietica fece passare in secondo piano l'obiettivo di portare la rivoluzione nel centro dell'Europa, e quindi la stessa battaglia per la conquista di Varsavia, dirottando risorse e truppe verso il Don proprio nel momento cruciale della battaglia, e Stalin, che era stato incaricato di sovrintendere alla formazione di un fronte meridionale per contrastare Vrangel', sfruttò una certa ambiguità e confusione negli ordini, dovuta anche all'inadeguatezza del sistema di comunicazione radio, come espediente per mantenere sotto il suo controllo la Prima armata di cavalleria e la 12ª armata in attesa del loro trasferimento a sud.
Il piano di Piłsudski era basato sulla possibilità di riuscire a contenere l'assalto delle armate sovietiche, mentre un rapido contrattacco portato da sud-ovest verso nord-est, sul fianco sinistro dello schieramento sovietico proprio nell'ampio spazio vuoto esistente fra i due fronti sovietici (presidiato solo dal Gruppo Mozyr), avrebbe potuto penetrare in profondità nelle retrovie nemiche. Per molto tempo si è creduto che Piłsudski non fosse a conoscenza della disposizione e delle intenzioni dell'Armata Rossa, ma documenti trovati nel 2004 negli archivi della Polizia militare polacca sembrerebbero provare il contrario: le comunicazioni radio cifrate dell'Armata Rossa erano state decrittate dai polacchi e ciò potrebbe aver avuto un ruolo fondamentale nella vittoria polacca. Questi archivi erano stati sequestrati dei tedeschi nel 1939, erano passati ai sovietici nel 1944 ed erano ritornati alla Polonia a metà degli anni cinquanta.
Il famoso "ordine n. 8385/III" fu emanato dal Comando supremo polacco il 6 agosto. L'esercito polacco fu riorganizzato su tre fronti: il fronte nord, al comando del generale Józef Haller, con la 1ª, la 2ª e la 5ª armata; il fronte sud, al comando del generale Wacław Iwaszkiewicz, con la 6ª armata e, al centro, lo stesso Piłsudski con la 3ª e la 4ª armata. In totale circa 117 400 uomini.
Al fronte nord, che era schierato a difesa di un settore dove la mobilità delle forze era ridotta dalla natura del terreno e che doveva fronteggiare l'attacco dell'Armata Rossa con l'unico compito di mantenere le posizioni, furono assegnate la maggior parte delle riserve. Il fronte sud ebbe risorse simili e il compito di impedire ogni possibilità di comunicazione fra i due fronti sovietici. Alle armate schierate al centro fu data la priorità per la disponibilità delle truppe e il supporto logistico, così come ogni mezzo disponibile per aumentarne la mobilità e quindi la forza d'urto.
In pratica l'ordine prevedeva di:
- stabilire una linea di difesa lungo la Vistola da Płock a Dęblin;
- trasferire dal Sud il maggior numero possibile di unità per formare una "forza d'attacco", lasciando nel contempo abbastanza forze di copertura per tenere il nemico bloccato a Leopoli;
- concentrare la 3ª e la 4ª armata vicino a Dęblin per aggirare lo schieramento sovietico e attaccarne le retrovie lungo la direttrice di Minsk;
- difendere Modlin, Varsavia e la Vistola con le armate del fronte-nord: la 5ª armata a Modlin per impedire al nemico di aggirare lo schieramento polacco da nord, la 1ª armata in difesa della testa di ponte di Varsavia e la 2ª armata a difesa del fronte fra Varsavia e Dęblin.[111]

La paternità di questo famoso "ordine" è stata oggetto di grande dibattito fra gli storici. Infatti, secondo taluni non sarebbe opera di Piłsudski ma del generale francese Maxime Weygand che, a capo di una missione militare francese, giunse in Polonia alla fine di luglio per prendere il comando dell'esercito polacco, dato che le potenze dell'Intesa poco si fidavano della capacità dei generali polacchi di riuscire ad arrestare l'avanzata dell'Armata Rossa.
Fra il 6 e il 13 agosto l'esercito polacco si preparò alla battaglia: le truppe, già stremate dalla lunga ritirata, dovettero essere riposizionate lungo il fronte arrivando a percorrere anche 300 km sotto la costante pressione dell'Armata Rossa.

#### La battaglia

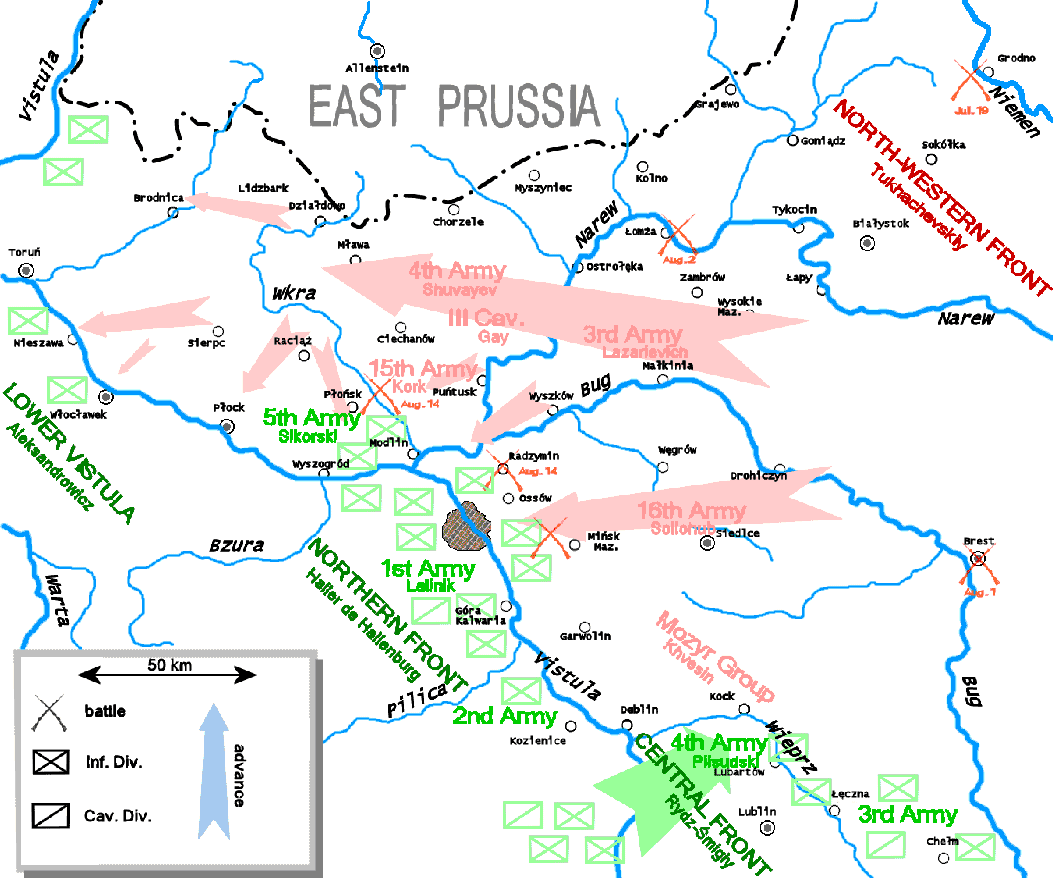
Battaglia di Varsavia: l'attacco sovietico

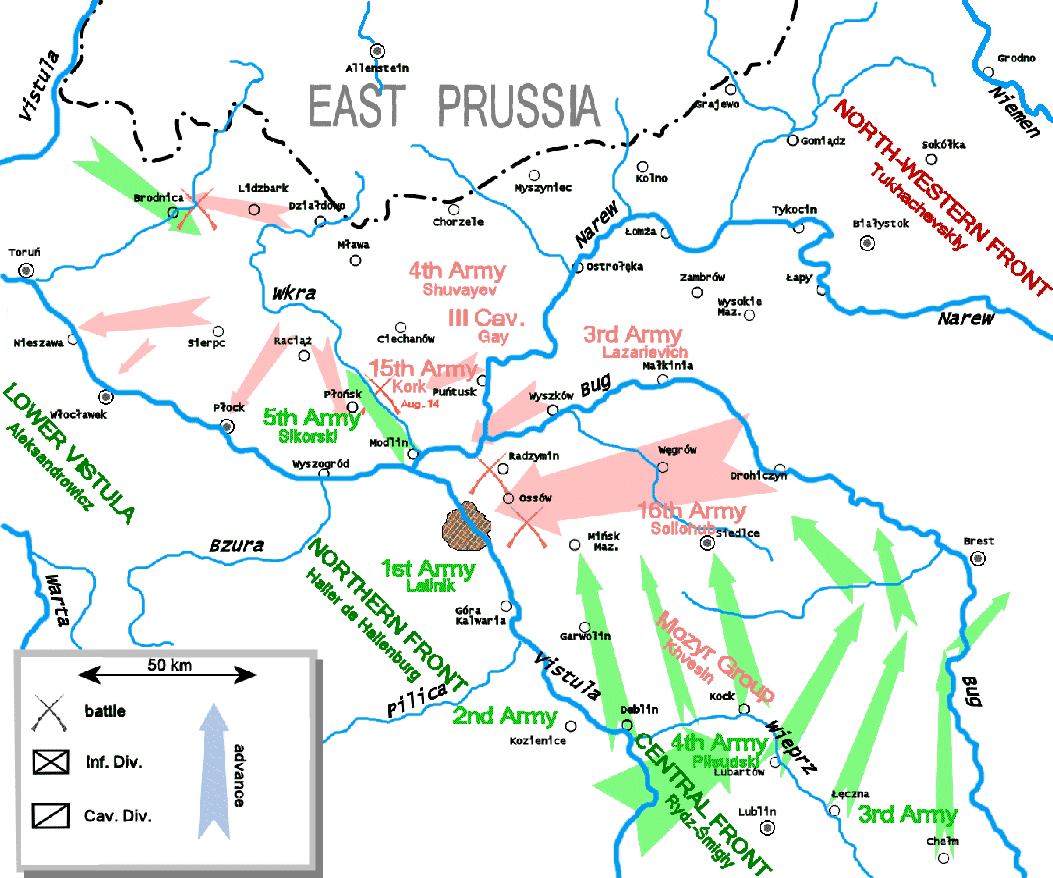
Battaglia di Varsavia: il contrattacco polacco

Il 13 agosto Tuchačevskij lanciò l'Armata Rossa all'attacco: la 16ª armata avanzò verso Varsavia da sud, mentre la 3ª, la 4ª e la 15ª armata attaccarono da nord le posizioni tenute dalla 5ª armata polacca. Durante le settimane precedenti le difese intorno alla città erano state rinforzate con l'artiglieria e diverse cinture difensive e poterono quindi facilmente resistere all'attacco iniziale, ma fra il 14 e il 15 agosto l'Armata Rossa intensificò l'attacco avvicinandosi fino a 25 km da Varsavia e mentre la 5ª armata polacca, con una serie di contrattacchi, cercava di mantenere disperatamente le posizioni mettendo in campo tutte le proprie riserve sotto il rischio costante di essere aggirata e accerchiata, la 1ª armata polacca riuscì a respingere l'assalto sovietico portando un contrattacco con l'appoggio di quarantasette carri armati. Il successo risollevò il morale dei polacchi.
Alle 04:00 del mattino del 16 agosto, Piłsudski ordinò la mossa decisiva: la 3ª e la 4ª armata polacca si lanciarono all'attacco verso nord-est puntando contro il Gruppo Mozyr e penetrando in profondità nel debole fianco sinistro dello schieramento avversario, anche se a rischio di essere a loro volta accerchiate; ma la mossa colse di sorpresa l'Armata Rossa e le truppe polacche penetrarono nelle retrovie sovietiche quasi senza opposizione. Con la distruzione del Gruppo Mozyr e la fuga dei suoi resti l'intero fianco sinistro del fronte sovietico collassò: la 16ª armata, attaccata sul fianco e alle spalle incominciò a ripiegare nel disordine più totale; rimasta a sua volta scoperta sul fianco sinistro, la 3ª armata sovietica organizzò rapidamente una nuova linea di difesa per parare la minaccia, ma, con il conseguente assottigliarsi dello schieramento, i polacchi riuscirono a inserire un cuneo fra la 4ª e la 15ª armata separandole. Attraverso la breccia irruppe la cavalleria polacca che, penetrata nelle retrovie della 4ª armata sovietica, occupò il quartier generale dell'armata e catturò l'unico apparecchio radio a disposizione del comando dell'armata e di quello del III Corpo di cavalleria, per cui, le due unità, perso ogni contatto con il quartier generale, non furono più in grado di adeguarsi alla mutata situazione e si dispersero verso la frontiera tedesca per evitare la cattura. Lo stato pietoso delle vie di comunicazione impedì a Tuchačevskij l'invio di rinforzi, mentre Budënnyj solo il 20 agosto si decise a lasciare la via di Leopoli e a dirigersi a nord verso Lublino: comunque troppo tardi per poter intervenire.

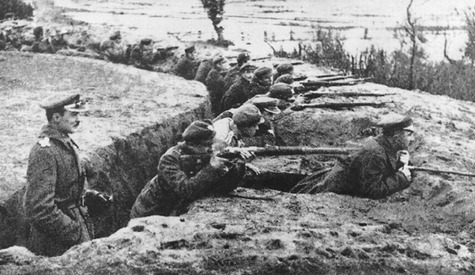
Una trincea polacca durante la battaglia del fiume Niemen

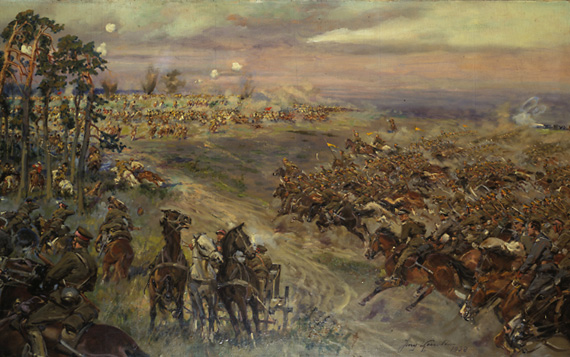
La battaglia di Komarów in un dipinto di Wojciech Kossak

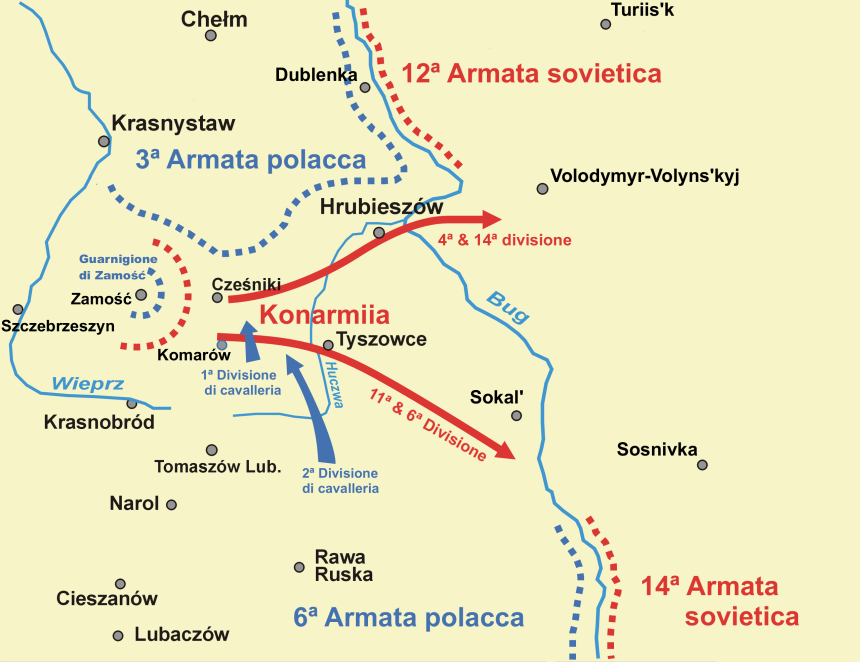
Battaglia di Komarów

Il 18 agosto Tuchačevskij fu costretto a ordinare la ritirata generale; ritirata che si trasformò ben presto in rotta: inseguita dalle truppe polacche, in una situazione di generale confusione, con alcuni reparti che fuggivano o si sbandavano, mentre altri continuavano coraggiosamente a combattere, l'Armata Rossa fu costretta a ritirarsi di 500 km oltre il Bug. Le perdite subite dall'Armata Rossa furono enormi: i polacchi catturarono fra i 50 000 e i 66 000 prigionieri e ingenti quantità di armi, cavalli e veicoli; i morti furono circa 5 000 e i feriti 10 000. Circa 20 000 soldati appartenenti alla 4ª armata, intrappolati a nord fra la Polonia e la Prussia orientale, sconfinarono in territorio tedesco, dove furono internati; stessa sorte toccò agli uomini del III Corpo di cavalleria, nonostante il generale Gaja Gaj combattesse con tenacia e abilità al fine di scongiurare la sconfitta e la resa. In un modo o nell'altro il fronte occidentale aveva perso circa 100 000 uomini, anche se molti di essi erano rappresentati da sbandati o personale ausiliario impiegato nelle retrovie. Le perdite polacche furono all'incirca di 40 000 uomini, di cui 5 000 morti, 22 000 feriti e il resto dispersi.
Delle 21 divisioni inizialmente a sua disposizione, solo sette erano ancora in grado di combattere quando Tuchačevskij si ritirò oltre il Niemen. Con il rinforzo di alcune unità i sovietici ricostituirono la 4ª armata e, in settembre, Tuchačevskij stabilì una linea di difesa che correva dalla frontiera con la Lituania alla Polesia e faceva centro su Grodno in Bielorussia. Ma nella battaglia del fiume Niemen, combattuta fra il 15 e il 25 settembre, i polacchi aggirarono il fianco destro dell'Armata Rossa entrando in territorio lituano e costrinsero i sovietici a ritirarsi dopo alcuni giorni di intensi combattimenti. La ritirata fu arrestata temporaneamente su una nuova linea di difesa stabilita in corrispondenza delle trincee russo-tedesche della prima guerra mondiale, però il 2 ottobre i polacchi sfondarono le difese sovietiche al primo assalto e la ritirata si trasformò in rotta: la ricostituita 4ª armata si disintegrò (due divisioni di fanteria si dettero alla fuga, una terza si arrese e una divisione di cavalleria si unì ai polacchi); la 3ª armata fu circondata e cessò di esistere come entità organizzata; la 15ª e la 16ª armata sopravvissero alla ritirata.
A sud, le forze del fronte sud-occidentale sovietico che avanzavano verso Leopoli furono rallentate dall'accanita resistenza polacca. Fra il 30 agosto e il 2 settembre, la Prima armata di cavalleria che stava tentando di correre in aiuto delle truppe sovietiche a nord, dopo essere stata separata dalla 12ª armata che avrebbe dovuto coprire il suo fianco destro, fu accerchiata dalla 3ª armata polacca. Il 31 agosto la Konarmiia si scontrò con la cavalleria polacca nella battaglia di Komarów (nei pressi di Zamość) nel più grande scontro tra truppe montate mai combattuto dal 1813: nella battaglia si scontrarono due brigate di cavalleria polacche contro unità dell'11ª e della 6ª divisione della Konarmiia; la vittoria arrise ai polacchi ma entrambe le parti soffrirono molte perdite. La Konarmiia, a dispetto delle perdite e del logoramento causato dagli attacchi aerei e dall'incessante bombardamento delle artiglierie polacche, riuscì a rompere l'accerchiamento ricongiungendosi con la 12ª armata e ritirandosi verso est. La 14ª armata sovietica fu respinta dalla 6ª armata polacca e dalle forze ucraine di Petljura che, il 18 settembre, presero il controllo della riva sinistra del fiume Zbruč per poi muovere a est verso il Dnestr. Il 15 ottobre i polacchi presero Minsk e avanzarono fino a 150 chilometri da Kiev, ma tre giorni dopo entrava in vigore l'armistizio, questa volta accettato da Piłsudski che, nonostante i successi, non si faceva illusioni sulla possibilità di riprendere Kiev.

## Trattati di pace e conseguenze

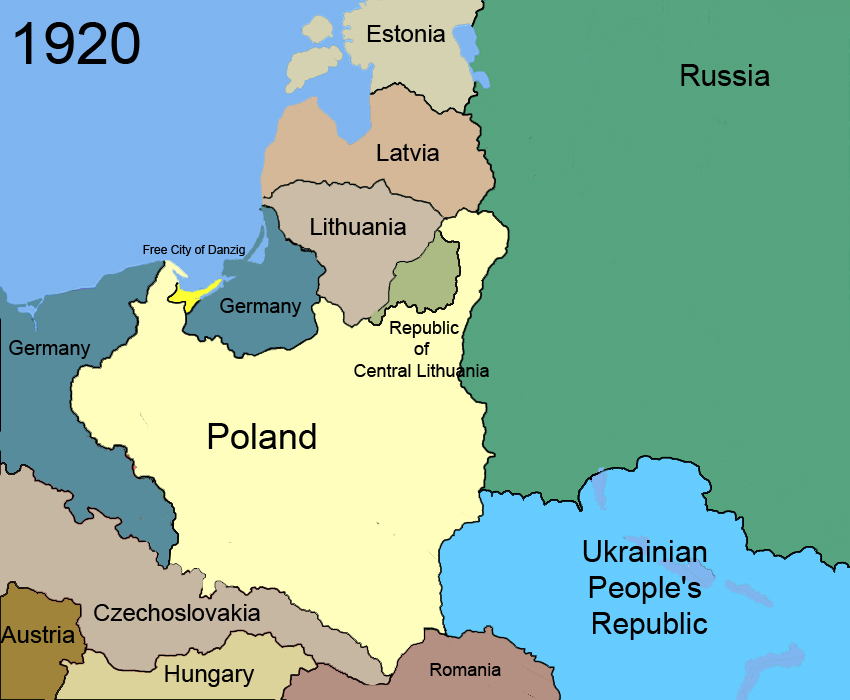
Variazioni territoriali della Polonia nel 1920

Dopo la battaglia del fiume Niemen, Lenin avanzò proposte di pace alla Polonia; il 26 settembre i polacchi accettarono la richiesta di Lenin e il 18 ottobre fu firmato l'armistizio. Dopo una serie di altri scontri minori fra i due eserciti, si arrivò infine alla firma di un trattato di pace, noto come "Pace di Riga", che fu steso nel marzo del 1921 e firmato il 20 ottobre dello stesso anno. Le truppe di Petljura, schierate sulla riva sinistra del Zbruč, vennero attaccate dall'Armata Rossa il 21 novembre 1921 e ricacciate nel territorio controllato dai polacchi dove vennero internate.
Sul piano politico e territoriale la guerra si concluse con una soluzione di compromesso. Da una parte la Polonia dovette abbandonare l'idea di poter restaurare le passate glorie della Confederazione polacco-lituana del XVIII secolo ma, dopo lo spavento dell'Armata Rossa alle porte di Varsavia, riuscì a conservare la propria indipendenza e a veder in parte riconosciute le proprie aspirazioni territoriali annettendo parte della Lituania, della Bielorussia e dell'Ucraina. Sull'altro fronte, anche se aveva dovuto cedere vasti territori a ovest e rinunciare al sogno, caro a Lenin, di potersi collegare direttamente con i movimenti operai europei, la Russia sovietica conservava la maggior parte dell'Ucraina e parte della Bielorussia, imponeva uno stop all'unico Stato confinante che avrebbe potuto seriamente minacciarla, ma, soprattutto, nonostante gli attacchi interni ed esterni, faceva vivere la rivoluzione: di lì a poco, in novembre, la sconfitta definitiva delle armate bianche del generale Vrangel' in Crimea avrebbe posto fine alla guerra civile in Russia.

## La lezione del conflitto
L'esperienza della guerra sovietico-polacca ebbe una fondamentale importanza nello sviluppo della dottrina militare sovietica. L'analisi della battaglia di Varsavia rivelò che l'offensiva sovietica era stata condotta con riserve inadeguate, supporto logistico carente e inefficace controllo delle operazioni. I teorici militari sovietici — Tuchačevskij, Svechin, Triandafillov e Frunze — arrivarono alla conclusione che la complessità della guerra moderna aveva sostanzialmente cambiato il modo in cui la guerra stessa poteva essere condotta e che, fra tattica e strategia, era necessario un livello operativo intermedio. Nel suo libro La campagna della Vistola, Tuchačevskij scrisse: «... l'impossibilità, data dall'ampiezza dei fronti odierni, di annichilire un esercito nemico con un unico attacco, rende necessario usare una serie di operazioni graduali... [le quali], collegate da un perseguimento continuo del fine, possono soppiantare la battaglia di annientamento, la migliore forma di scontro negli eserciti del passato». Venne quindi introdotto nella dottrina militare sovietica un livello operativo intermedio, denominato "operazionale", definito da Svechin come «... una serie di operazioni divise nel tempo da pause più o meno lunghe, comprendenti differenti settori del teatro di guerra e differenziate nettamente come conseguenza di differenti fini intermedi».
I progressi dell'industria meccanica fra gli anni venti e trenta portarono allo sviluppo di forze mobili corazzate o meccanizzate (così come dell'aviazione tattica), come il mezzo più efficace per condurre la guerra di manovra in aderenza alla nuova dottrina militare. Inoltre, un esame delle procedure logistiche e amministrative dell'Armata Rossa rivelò che non vi era stata una scarsità di vettovaglie per supportare l'avanzata verso Varsavia: le reti logistiche dell'Armata Rossa erano state semplicemente inabili nel rifornire l'esercito. La campagna rivelò l'importanza del trasporto ferroviario del vettovagliamento e dei rinforzi: la dipendenza dai carri ippotrainati e dai veicoli a motore, in mancanza di una rete stradale adeguata, si era rivelata letale. La battaglia di Varsavia mise anche in luce l'importanza della relazione fra spazio e tempo nel comando e nel controllo delle unità in una guerra manovrata condotta su un fronte molto ampio: siccome Tuchačevskij restò a Minsk, a 500 km dalla battaglia, occorsero da diciotto a ventiquattro ore affinché le informazioni raggiungessero il suo quartier generale, e altrettante perché, in risposta, i suoi ordini raggiungessero i vari comandi operativi; gli fu perciò impossibile dirigere le sue forze in relazione allo svilupparsi della battaglia; Lo stesso accadde per Egorov e Stalin, che stabilirono il loro quartier generale a Char'kov, a oltre 800 km dalle forze impegnate contro Leopoli.
All'infuori di qualche attenzione da parte di teorici militari tedeschi, la guerra sovietico-polacca venne sostanzialmente ignorata dalle potenze occidentali, le cui dottrine militari restarono ancorate al concetto di "guerra di posizione" della prima guerra mondiale.
Paradossalmente, chi trasse meno profitto dall'esperienza della guerra fu proprio la Polonia. Gli eventi della guerra avrebbero dovuto consigliare ai dirigenti polacchi di avere una visione più modesta del ruolo che la rinata Polonia poteva avere nella nuova Europa. Infatti, la Polonia aveva vinto, ma la controffensiva sovietica era stata fermata quando ormai l'Armata Rossa era già nel cuore dell'Europa e la cavalleria sovietica alla frontiera della Prussia orientale. Inoltre, il proditorio attacco polacco aveva fatto sì che i sospetti che già la Russia imperiale nutriva nei confronti della Polonia fossero ereditati anche dalla nuova Russia sovietica. Ma la lezione che i governanti polacchi scelsero di trarre dalla guerra fu diversa: la Polonia aveva sconfitto l'Armata Rossa e la cavalleria polacca aveva battuto quella sovietica. Dalla folgorante vittoria conseguita discese un grande compiacimento e una sopravvalutazione della propria forza, nell'opinione pubblica ma soprattutto nella casta dei militari che andarono al potere dopo il colpo di Stato di Piłsudski del 1926. Dopo la morte di Piłsudski nel 1935, succedendogli alla guida della Polonia, i militari polacchi si illusero di potersi mantenere in equilibrio fra le due potenze confinanti in rapida ascesa (Germania e URSS) e, quando la minaccia nazista divenne sempre più evidente, rifiutarono recisamente ogni possibilità di accordo politico-militare con l'Unione Sovietica, allorché, fra il 1934 e il 1939, Stalin cercò invano di stabilire un'alleanza con le democrazie europee in funzione anti-nazista.